# Рекорды и достижения Мадонны

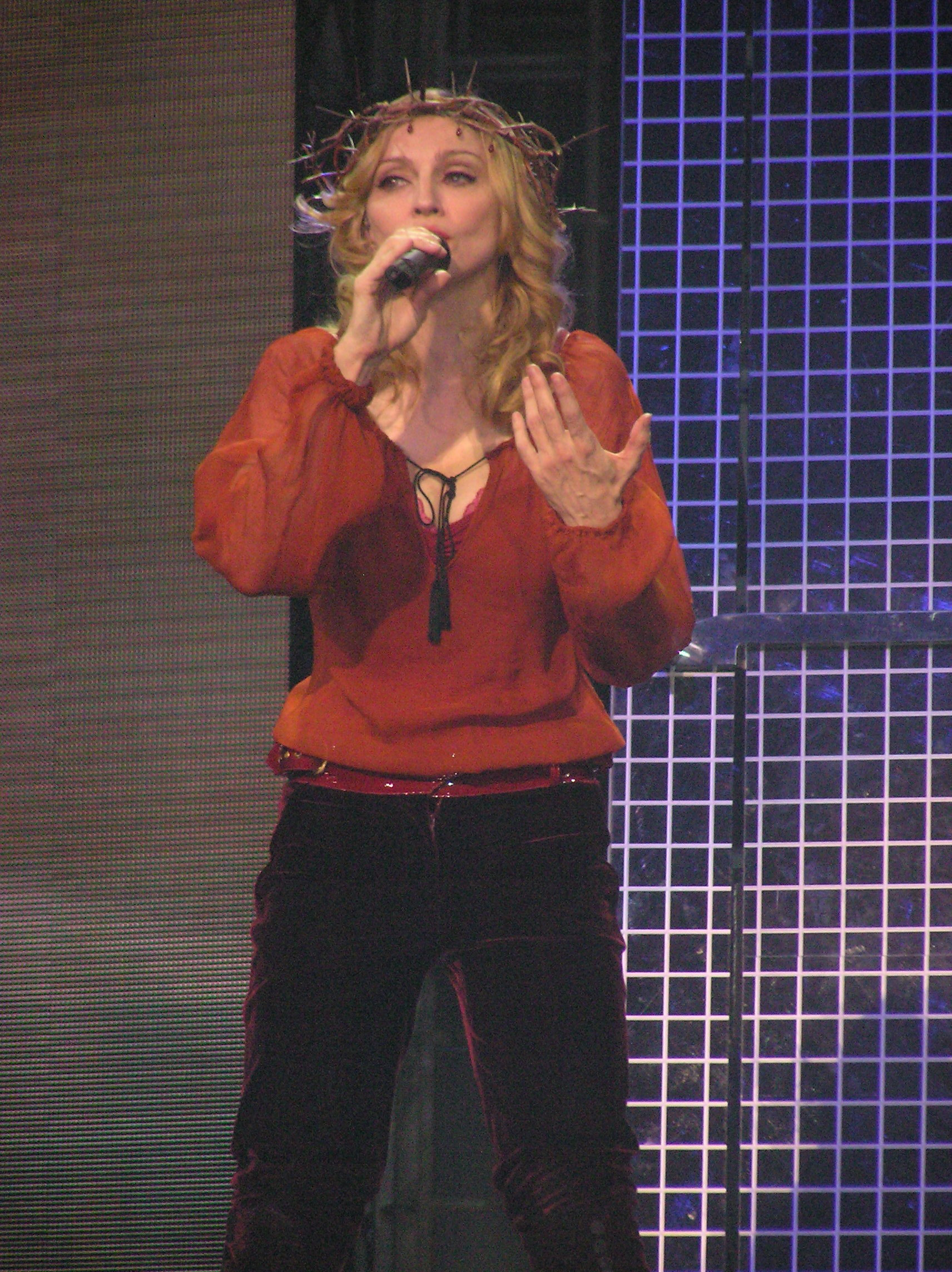
За свою карьеру Мадонна установила несколько мировых и региональных рекордов различного рода

Американская певица Мадонна на протяжении всей своей карьеры, продолжающейся более трёх десятилетий, установила и побила несколько мировых рекордов в разных жанрах — своими видеоклипами, синглами, альбомами и турами.
Её первое появление в «Книге рекордов Гиннесса» произошло в 1986 году с третьим студийным альбомом True Blue. С тех пор она появлялась там много раз — как минимум, около 20 (на февраль 2012 года), в том числе в качестве самой продаваемой певицы всех времен. Рентабельность музыканта стала основой исследований в научных кругах и всестороннего анализа маркетологами в свете её бизнес-стратегий, противоречий и переосмыслений (англ. re-invention), превосходящих как новых артистов, так и современников. В популярной культуре по всему миру многих артистов стали называть нарицательно «Мадонна» за их вклад и успех в соответствующих странах и жанрах.
Музыке Мадонны ставят в заслугу поворот современной музыкальной истории в сторону женщин-исполнительниц, особенно в направлениях рок-, танцевальной и поп-сцены. По сведениям журнала Forbes на 2017 год Мадонна была самой богатой женщиной-музыкантом в мире с состоянием в 580 млн долларов.
Мадонна признана самой продаваемой исполнительницей всех времён по версии «Книга рекордов Гиннесса» с 300 миллионов проданных записей. В пресс-релизе 2006 года МФПФ (IFPI) подтвердила, что одни только мировые продажи альбомов Мадонны составляют более 200 миллионов копий. Она названа RIAA самой продаваемой рок-исполнительницей XX века и второй по продажам исполнительницей в США с 64,5 миллионов сертифицированных альбомов. Альбомы The Immaculate Collection, Like a Virgin и True Blue входят в первую сотню самых сертифицированных альбомов RIAA. В Великобритании она является второй по успешности исполнительницей с 12-ю альбомами «номер один». По версии БАПФ (BPI), Мадонна является артистом с наибольшим количеством сертификаций — 45 наград на апрель 2013 года. Мадонна стала исполнителем с лучшими продажами физических синглов за декаду 2000-х в США. Она была названа самым успешным сольным исполнителем в истории чарта Billboard Hot 100, а также исполнительницей с наибольшим числом хитов «номер один» в Великобритании. Мадонна удерживает рекорд среди всех артистов с 157 первыми местами синглов в чартах разных форматов журнала Billboard. По данным на февраль 2008 года, она продала более 115 миллионов синглов. В 2004 году Rolling Stone поставил Мадонну на 36-е место списка «50 величайших исполнителей всех времён».

## Коммерческий эффект и анализ Мадонны
В  США «первой десятки» достигли 38 синглов и 23 альбома. Награды  RIAA получили:
1. «Borderline»,
2. «Like a Virgin»,
3. «Crazy for You»,
4. «Angel / Into the Groove (12")»,
5. «Into the Groove»,
6. «True #00e5e5»,
7. «Express Yourself»,
8. «Keep It Together»,
9. «Hanky Panky»,
10. «Rescue Me»,
11. «This Used to Be My Playground»,
12. «Erotica»,
13. «I’ll Remember»,
14. «Secret»,
15. «Take a Bow»,
16. «You’ll See»,
17. «You Must Love Me»,
18. «Frozen»,
19. «Ray of Light»,
20. «Don’t Tell Me»,
21. «Me Against the Music» 
(Бритни Спирс при участии Мадонны),
22. «Give Me All Your Luvin’» 
(Мадонна при участии Ники Минаж и M.I.A.).

11 млн проданных синглов.
1. «Papa Don’t Preach»,
2. «Justify My Love»,
3. «Music»,
4. «Hung Up».

4 млн проданных синглов.
1. «Like a Prayer» x2,
2. «Vogue» x3,
3. «4 Minutes» x2 
(Мадонна при участии Джастина Тимберлейка и Тимбалэнда).

7 млн проданных синглов.
ИТОГО: 22 млн проданных синглов с сертификациями.
Продажи синглов в США по сертификациям
 11 млн синглов — 22 золотых (50 %) 4 млн синглов — 4 платиновых (18 %) 7 млн синглов — 3 мультиплатиновых (32 %)
1. Hard Candy,
2. Celebration,
3. MDNA.

1,5 млн проданных альбомов.
1. Who’s That Girl,
2. You Can Dance,
3. GHV2,
4. Confessions on a Dance Floor,
5. American Life.

5 млн проданных альбомов.
1. Madonna x5,
2. True #00e5e5 x7,
3. Like a Prayer x4,
4. I’m Breathless x2,
5. Erotica x2,
6. Bedtime Stories x3,
7. Something to Remember x3,
8. Evita(soundtrack) x5,
9. Ray of Light x4,
10. Music x3.

38 млн проданных альбомов.
1. Like a Virgin,
2. The Immaculate Collection (11x платиновый).

21 млн проданных альбомов.
ИТОГО: 65,5 млн проданных альбомов с сертификациями.
Продажи альбомов в США по сертификациям
 1,5 млн альбомов — 3 золотых (2 %) 5 млн альбомов — 5 платиновых (8 %) 38 млн альбомов — 10 мультиплатиновых (58 %) 21 млн альбомов — 2 бриллиантовых (32 %)
В  Великобритании «первой десятки» достигли 63 сингла и 23 альбома. Награды BPI получили:
1. «Dress You Up»,
2. «Gambler»,
3. «Live to Tell»,
4. «True #00e5e5»,
5. «Open Your Heart»,
6. «Who’s That Girl»,
7. «Express Yourself»,
8. «Dear Jessie»,
9. «Justify My Love»,
10. «Hanky Panky»,
11. «This Used to Be My Playground»,
12. «You’ll See»,
13. «The Power of Good-Bye/Little Star»,
14. «Nothing Really Matters»,
15. «Die Another Day»,
16. «Don’t Tell Me»,
17. «Me Against the Music» (Бритни Спирс при участии Мадонны),
18. «Sorry»,
19. «Give It 2 Me».

3,8 млн проданных синглов.
1. «Holiday»,
2. «Like a Virgin»,
3. «Into the Groove»,
4. «Crazy for You»,
5. «Borderline»,
6. «Papa Don’t Preach»,
7. «La Isla Bonita»,
8. «Vogue»,
9. «Ray of Light,
10. «Don’t Cry for Me Argentina»,
11. «American Pie»,
12. «Music».

4,8 млн проданных синглов.
1. «Material Girl»,
2. «Frozen»,
3. «Beautiful Stranger»,
4. «4 Minutes» 
(Мадонна при участии Джастина Тимберлейка и Тимбалэнда),
5. «Popular» 
(The Weeknd, Playboi Carti и Мадонна).

3 млн проданных синглов.
1. «Like a Prayer»  x2,
2. «Hung Up» x2.

2,4 млн проданных синглов.
ИТОГО: 14 млн проданных синглов с сертификациями.
Продажи синглов в Великобритании по сертификациям
 3.8 млн синглов — 19 серебряных (27,2 %) 4,8 млн синглов — 12 золотых (34,3 %) 3 млн синглов — 5 платиновых (21,4 %) 2,4 млн синглов — 2 мультиплатиновых (17,1 %)
1. The Confessions Tour[англ.],
2. Madame X.

0,12 млн проданных альбомов.
1. MDNA,
2. Rebel Heart,
3. Finally Enough Love.

0,3 млн проданных альбомов.
1. The First Album,
2. You Can Dance,
3. I’m Breathless,
4. Bedtime Stories,
5. American Life,
6. Hard Candy.

1,8 млн проданных альбомов.
1. Like a Virgin x3,
2. True #00e5e5 x7,
3. Like a Prayer x4,
4. The Immaculate Collection x13,
5. Erotica x2,
6. Something to Remember x3,
7. Ray of Light x6,
8. Music x5,
9. GHV2 x2,
10. Confessions on a Dance Floor x4,
11. Celebration x2.

15,3 млн проданных альбомов.
ИТОГО: 17,52 млн проданных альбомов с сертификациями.
Продажи альбомов в Вебикобритании по сертификациям
 0,12 млн альбомов — 2 серебряных (0,7 %) 0,3 млн альбомов — 3 золотых (1,7 %) 1,8 млн альбомов — 6 платиновых (10,3 %) 15,3 млн альбомов — 11 мультиплатиновых (87,3 %)
Сертификатов RIAA за видео удостоились:
1. «Music».

25  тыс. проданных видеосинглов/DVD.
1. «Justify My Love» x4.

200 тыс. проданных видеосинглов/DVD.
ИТОГО: 0,225 млн проданных видеосинглов/DVD с сертификациями.
1. The Girlie Show — Live Down Under.

50  тыс. проданных видеоальбомов/DVD.
1. Madonna — Four Clips.
2. The Virgin Tour — Madonna Live,
3. Ciao Italia — Live from Italy,
4. The Video Collection 93-99,
5. Drowned World Tour 2001,
6. Celebration,

600 тыс. проданных видеоальбомов/DVD.
1. The Immaculate Collection x3.

300 тыс. проданных видеоальбомов/DVD.
ИТОГО: 0,95 млн проданных видеоальбомов/DVD с сертификациями.
Сертификатов BPI за видео удостоились:
1. The Ultimate Collection,
2. «Music»,
3. I'm Going To Tell You a Secret.

75  тыс. проданных DVD.
1. The Immaculate Collection,
2. In Bed With Madonna,
3. The Girlie Show — Down Under,
4. Drowned World Tour 2001.

200 тыс. проданных DVD.
1. The Video Collection 93-99 x2.

100 тыс. проданных DVD.
ИТОГО: 0,375 млн проданных музыкальных DVD с сертификациями.
Мадонна — самая продаваемая женщина-музыкант в истории. Она также названа самой успешной и влиятельной исполнительницей всех времен. Её коммерческий успех и мировые рекорды тщательно проанализированы учёными, маркетологами и другими специалистами. Как правило, они делают вывод, что Мадонна достигла невероятного успеха с помощью своих маркетинговых стратегий. Её пример стал использоваться зарубежными СМИ в отношении других артистов, которых также называют нарицательно «Мадонна», акцентируя их успех в соответствующих странах и жанрах. Например, Тарья Турунен получила имя «Мадонна металла», Офра Хаза называется «израильской Мадонной» или «Мадонной с Востока», в то время как Намиэ Амуро вместе с Аюми Хамасаки — это «Мадонны Японии». Сезен Аксу была названа «турецкой Мадонной» Ayi Jihu — «Китайская Мадонна», Анита Муи именуют «Мадонной Азии», а Бренда Фэсси (Brenda Fassie) известна как «чёрная Мадонна» или «Мадонна посёлков».
Video-Land, канал VH1 и многие другие называют её величайшей исполнительницей всех времён, непревзойдённой и несравненной. Музыке Мадонны ставят в заслугу изменение современной музыкальной история в сторону женщин, в основном, рок, танцевальной и поп-сцен. Сьюзан Сарандон как-то сказала, что «история женщин в популярной музыке, по большей мере, делится на до и после Мадонны».
По мнению журнала Роллинг Стоун, «певица стала первым „вирусным“ мастером поп-музыки в истории, причём за годы до изобретения интернета. Поп-диалектика, не виданная со времён правления в музыке Битлз, позволила ей удерживаться на пике трендов и рентабельности». Джофф Бучер заявил, что Мадонна изменила саму суть понятия «суперзвезда поп-музыки»".
В десятилетие её дебюта в 1980-х годах все источники называют её самой успешной исполнительницей десятилетия, в то время как британская Official Charts Company называет её «выдающейся женской музыкальной иконой восьмидесятых» и самой богатой женщиной в поп-музыке. Мадонна создаёт модные тенденции в 1980-е годы, и Эми С. Темпл из агентства SuccessWorks, замечает, что до самого появления термина «женская сила», Мадонна была непобедима. По словам Тони Склафани из Эн-би-си: «Стоит отметить, что до Мадонны большинство музыкальных мега-звезд были парнями-рокерами; после нее почти все — певицы… Когда „Битлз“ стали популярны в Америке, они изменили парадигму в музыке от сольного исполнителя к группе. Мадонна сменила её обратно — с акцентом на женский вокал». В 1993 году автор Джеймс Коллинз отмечал относительно необычный статус Мадонны, «женщины-исполнительницы».
В 2000-е годы, в своей книге The Global Jukebox: The International Music Industry (2002), автор Роб Бернетт отмечал, что все альбомы Мадонны продались по всему миру средним тиражом 9 миллионов экземпляров каждый. И, как правило, продажи музыки Мадонны называют феноменальными, например, в докладе IFPI 1999 года. Международная федерация фонографической промышленности (IFPI) официально объявила, что в 2006 году Мадонна продала по всему миру более 200 миллионов копий только альбомов. Аналитик отмечает, что лишь «... немногие из поп-звезд и ещё меньшее количество предприятий поняли тонкости гения Мадонны в переосмыслении и неизбежном окончании бизнес-цикла. Они должны учиться этому у Мадонны, бренд-эксперта».
По данным сайта NewNowNext.com, за 30 лет концертных туров Мадонна выступила на 511 концертах перед 10 миллионами человек, собрав кассу 1,3 млрд $ от продажи билетов на март 2016 года. Billboard называет её величайшей женщиной-гастролёром, а с туром в поддержку альбома MDNA она является единственной женщиной, чьи туры стали самыми прибыльными в году два раза подряд (с разницей в три года). В мае 2014 года журнал поместил её на четвёртое место по самым кассовым турам (начиная с 1990 года) с общей выручкой в 1,14 млрд $ и аудиторией в 9,7 млн зрителей на 382 концертах.
В 1997 году профессор Карлен Фэйт назвала её «героем мейнстрима»; но на протяжении карьеры комментарии об успехе Мадонны были различны. Например, в 1990 году американский журналист Боб Сипчен, спросив, когда Саддам Хусейн скроется в мрачных анналах коллективной памяти мира, поставил под сомнение, что «Мадонна останется универсальной вездесущей культурной иконой». Журнальный критик Люк Санте согласилась: «[Мадонна] хочет завоевать бессознательное, чтобы остаться незабываемой… но она плохая актриса, она едва-едва адекватна как певица, у неё нет грации танцовщицы, её интервью скучны, она умелый, но не достаточно вдохновенный (со-) автор песен, а также динамо-машина упорного труда и свирепствующих амбиций». В соответствии с данной логикой 1990 года, единственный талант Мадонны «лежит в области саморекламы». Вторя ей, американский прозаик Дженнифер Иган задалась в том же году вопросом, публично раскритиковав постоянное пребывание Мадонны на виду и её работы: «Она когда-нибудь исчезнет? Я спрашивала. И спрашивала, и спрашивала, все эти годы, что она на виду.[…] И на протяжении всех этих лет она продолжает быть здесь». Один из её защитников, автор Джон Парелес, сказал тогда: 
|  | Не думайте о Мадонне как об ещё одной певице, карабкающейся в чарты. Вместо этого думайте о ней как о продолжительном мультимедийном арт-проекте, посвящённом изучению понятий гламура и успеха, а также границ сексуальности в мейнстримеДжон Парелес. |

В научной статье Европейской школы менеджмента и технологий аннотировано, что ответ на этот вопрос («Как Мадонна смогла сохранить невероятный успех?») заключается в пяти ключевых составляющих успешной стратегии, которые одинаково актуальны для компаний и частных лиц:
- видение,
- глубокое понимание потребителей и окружения в индустрии,
- использование преимуществ и устранение недостатков,
- последовательное внедрение,
- постоянное обновление[66].

Телеканал VH1 утверждает, что центральное понятие карьеры Мадонны — это переосмысление (re-invention). В канадской газете The Vancouver Sun критик писал, что «её сверхъестественная способность привлекать паблисити, её удивительная деловая хватка и талант изменять себя позволили ей преодолеть свой посредственный голос, чтобы стать самой продаваемой певицей в мире». Продолжая комментарий, успех Мадонны «не только создал тренды в моде, видео и концертных выступлениях, она также была пионером в музыкальном бизнесе. И заключила сделки, ставшие прорывами… Она также нарушила устоявшуюся бизнес-модель, заключив сделку со StubHub. Мадонна получила очень много наград за свою музыку, видео, выступления и игру, чтобы их здесь перечислить, но она заслуживает ещё одну — почётную степень МВА».
Авторы книги «Изобразительное искусство успеха» утверждают, что «одной из наиболее важных движущих сил успеха Мадонны в желании добиться славы стало её стратегическое видение. Мадонна демонстрирует четкую приверженность своей суперзвездной цели на протяжении всей своей карьеры… Понятно, что ключ к успеху Мадонны лежит через её глубокое и подлинное знание покупателей и понимание музыкальной индустрии». Мэтью Донахью в своём курсе по популярной культуре Государственного университета Боулинг Грин назвал её настоящей королевой всех СМИ, заявив, что «она делает музыку и кино, и книги, и видео, и так далее… она на вершине последних тенденций в музыкальной индустрии и индустрии моды и в бизнесе, и в медиа, и технологии». По аналогии, британский ученый Питер Джеймс Томас написал в своей книге, что «Мадонна изменяется с невероятным постоянством … , каждый раз создавая тренд. Её способность последовательно меняться на протяжении всей карьеры отличает её от других, тем самым укрепляя её бренд».
|  | Она оставила свой след в музыке и моде каждой эпохи. В 80-е, в 90-е. И она преуспела там, где, как я думаю, Майкл Джексон не смог – оставаться актуальной в 2000-е, благодаря своему сотрудничеству с Мирвэ и Стюартом Прайсом. Я больше люблю эти альбомы, чем её ранние работы. И ЭТО меня впечатляет.Диджей и продюсер Мартин Сольвейг. 2012 год |

Хотя некоторые СМИ ставят под вопрос её успешность относительно молодых артистов, другие отмечают, например, что она проложила дорогу всем женщинам-музыкантам, в их числе Рианна, Леди Гага, Бритни Спирс и Кэти Перри. Incredible India отметила, что спустя более чем двадцать лет после её дебюта «раскупаемость Мадонны продолжала расти, в то время как другие звёзды оступались и исчезали». Музыкальный критик Шеннон Карлин на Radio.com в 2013 году отметила, что она стала собственным брендом, став многогранным художником, который доказывает, что поп-звезды женского пола не имеют срока годности: «И на протяжении всей своей карьеры Мадонна также использовала возможности, чтобы уж точно заработать копеечку на своей музыке, даже когда индустрия звукозаписи медленно умирала». В 2003 году Ян Янг отметил, что Мадонна — самая успешная исполнительница в истории, а двадцать лет — это «долгое время, чтобы оставаться на вершине мировых поп-чартах»..
В юбилейных для журнала 2008 и 2018 годах Billboard ставил её на второе место, сразу после The Beatles, в списке лучших исполнителей всех времён Billboard Hot 100, тем самым назвав её самым успешным сольным исполнителем в истории американского синглового чарта. В 2016 году этот журнал назвал её лучшим артистом всех времён в истории чарта Dance Club Songs.
| Альбомы | Туры | Стриминг |
| --- | --- | --- |
| · Продажи альбомов без учёта стриминга и синглов, август 2017 года · (Madame X — на октябрь 2019 года). 1981-1990 — 124,5 млн копий (60,9 %) 1991-2000 — 57,6 млн копий (28,2 %) 2001-2010 — 19 млн копий (9,3 %) 2011-2020 — 3,3 млн копий (1,6 %)                                       | · Кол-во концертов по десятилетиям. 1981-1990 — 135 (20,2 %) 1991-2000 — 39 (5,8 %) 2001-2010 — 248 (37 %) 2011-2020 — 247 (37 %) | · Стриминг на Spotify, март 2020 года. 1981-1990 — 499 млн (20,8 %) 1991-2000 — 257 млн (10,7 %) 2001-2010 — 1140 млн (47,5 %) 2011-2020 — 503 млн (21 %) |
| Статистика Мадонны — самой коммерчески успешной исполнительницы своего времени и концертного гастролёра среди женщин, чётко отразила тенденцию музыкальной индустрии: c 1999 по 2014 год объём продаж всего рынка звукозаписи уменьшился почти вдвое, а сборы с концертных туров выросли. | | |

| Альбомы | Альбомы | Альбомы | Синглы | Синглы |
| US | GB | GB-SCT | US | GB |
| --- | --- | --- | --- | --- |
| · Альбомы в Топ-10 чарта Billboard 200 (23 альбома из 29). №1 — 9 альбомов (31 %) №2 — 7 альбомов (24 %) №4-10 — 7 альбомов (24 %) №11-200 — 6 альбомов (21 %) | · Альбомы в «первой десятке» СК (23 альбома из 29). №1 — 12 альбомов (41 %) №2 — 6 альбомов (21 %) №3 — 2 альбома (7 %) №4-10 — 3 альбома (10 %) №11-40 — 2 альбома (7 %) №41-75 — 4 альбома (14 %) | · Альбомы в «первой десятке» шотландского чарта (16 альбомов из 29). №1 — 8 альбомов (28 %) №2 — 2 альбома (7 %) №3 — 2 альбома (7 %) №4-10 — 4 альбома (13,5 %) №11-40 — 6 альбомов (20,5 %) №41-75 — 6 альбомов (20,5 %) №76-100 — 1 альбом (3,5 %) | · Синглы Топ-10 чарта Billboard Hot 100 (38 синглов из 58). №1 — 12 синглов (21 %) №2 — 6 синглов (10 %) №3 — 4 сингла (6,5 %) №4-10 — 16 синглов (27,5 %) №11-100 — 20 синглов (35 %) | · Синглы в «первой десятке» Official Singles Chart Top 100 СК (63 сингла из 80). №1 — 13 синглов (17 %) №2 — 12 синглов (15 %) №3 — 9 синглов (11 %) №4-10 — 29 синглов (36 %) №11-40 — 9 синглов (11 %) №41-75 — 5 синглов (6 %) №76-100 — 3 сингла (4 %) |
| Сокращения названий стран — по стандарту ISO 3166-2 | | | | |

## Ключ
Отмечает рекорд, побитый другим артистом
* Отмечает рекорд, разделяемый с другим артистом
Неизвестна информация о статусе рекорда
Отмечает последовательность синглов «первой десятки» подряд в Великобритании, установивших действующий рекорд. 
- Как правило, не включает в себя достижения в недельных, ежегодных чартах (вроде Billboard конец года), и подведения итогов или наибольший успех альбомов или синглов в хит-параде, не продаж. В основном, просто включены достижения за десятилетие, век, тысячелетие и абсолютные рекорды.
- По всем странам таблице предшествует подробное описание рекорда для синглов и альбомов, в том числе её достижений; а также немного информации о Мадонне в этих странах.
- Список упорядочен по основным музыкальным рынкам для данного исполнителя.
- Некоторые из этих рекордов, не обязательно появившиеся Книге рекордов Гиннесса, могут быть указаны в других справочных работах или сборниках фактов.

## Мировые рекорды, основные вехи и достижения
| № п/п | Название сингла                        | Продюсеры (Авторы)                                                                           | Место в чарте | Место в чарте |
| № п/п | Название сингла                        | Продюсеры (Авторы)                                                                           | US            | UK            |
| --- | -------------------------------------- | -------------------------------------------------------------------------------------------- | ------------- | ------------- |
| 1 | «Like a Virgin» (1984)                 | Найл Роджерс (Билли Стейнберг, Том Келли)                                                    | 1             | 3             |
| 2 | «Crazy for You» (1985)                 | Джон Бенитес (Джон Беттис, Джон Линд)                                                        | 1             | 2             |
| 3 | «Into the Groove» (1985)               | Мадонна, Стивен Брэй (М. Чикконе, С. Брэй)                                                   | —             | 1             |
| 4 | «Live to Tell» (1986)                  | Мадонна, Патрик Леонард (М. Чикконе, П. Леонард)                                             | 1             | 2             |
| 5 | «Papa Don’t Preach» (1986)             | Мадонна, Стивен Брэй (Брайан Эллиотт, М. Чикконе)                                            | 1             | 1             |
| 6 | «True Blue» (1986)                     | Мадонна, Стивен Брэй (М. Чикконе, С. Брэй)                                                   | 3             | 1             |
| 7 | «Open Your Heart» (1986)               | Мадонна, Патрик Леонард (М. Чикконе, Гарднер Коул, Питер Рафельсон)                          | 1             | 4             |
| 8 | «La Isla Bonita» (1987)                | Мадонна, Патрик Леонард (М. Чикконе, П. Леонард, Брюс Гаитч)                                 | 4             | 1             |
| 9 | «Who’s That Girl» (1987)               | Мадонна, Патрик Леонард (М. Чикконе, П. Леонард)                                             | 1             | 1             |
| 10 | «Like a Prayer» (1989)                 | Мадонна, Патрик Леонард (М. Чикконе, П. Леонард)                                             | 1             | 1             |
| 11 | «Vogue» (1990)                         | Мадонна, Шеп Петтибон (М. Чикконе, Ш. Петтибон)                                              | 1             | 1             |
| 12 | «Justify My Love» (1990)               | Ленни Кравиц, Андре Беттс (Л. Кравиц, Ингрид Чавез, М. Чикконе)                              | 1             | 2             |
| 13 | «This Used to Be My Playground» (1992) | Мадонна, Шеп Петтибон (М. Чикконе, Ш. Петтибон)                                              | 1             | 3             |
| 14 | «Take a Bow» (1994)                    | Бэбифейс, Мадонна (Кеннет Эдмондс, М. Чикконе)                                               | 1             | 16            |
| 15 | «Frozen» (1998)                        | Мадонна, Уильям Орбит (М. Чикконе, П. Леонард)                                               | 2             | 1             |
| 16 | «American Pie» (2000)                  | Мадонна, Уильям Орбит (Дон Маклин)                                                           | 29            | 1             |
| 17 | «Music» (2000)                         | Мадонна, Мирвэ (М. Чикконе, М. Ахмадзай)                                                     | 1             | 1             |
| 18 | «Hung Up» (2005)                       | Мадонна, Стюарт Прайс (М. Чикконе, С. Прайс, Бенни Андерссон, Бьёрн Ульвеус)                 | 7             | 1             |
| 19 | «Sorry» (2006)                         | Мадонна, Стюарт Прайс (М. Чикконе, С. Прайс)                                                 | 58            | 1             |
| 20 | «4 Minutes» (2008)                     | Тимбалэнд, Джастин Тимберлейк, Danja (М. Чикконе, Дж. Тимберлейк, Тимоти Мосли, Нейт Хиллс ) | 3             | 1             |
| ИТОГО | ИТОГО                                  | ИТОГО                                                                                        | 12            | 13            |
| Только синглы в качестве исполнителя, поэтому написанная Мадонной UK № 1 «Love Won't Wait» (1997) не включена |                                        |                                                                                              |               |               |

Хотя статистика всё время меняется, у Мадонны, вероятно, наибольшее количество мировых рекордов Гиннеса из женщин-музыкантов — их двадцать на апрель 2012 года. На дату 27 августа 2003 Пол Маккартни удерживает рекорд по наибольшему количеству мировых рекордов, занесённых в книгу, с 26 попаданиями.
В музыкальной индустрии Мадонна стала первой женщиной — поп-звездой, имеющей полный контроль над своей музыкой и имиджем. Мадонна — самая продаваемая исполнительница в истории и самый богатый в мире музыкант (состояние оценивается в $800 млн в 2015 году). Её лейбл Maverick Records стал самым успешным «лейблом для тщеславия» в истории музыки. Будучи под контролем Мадонны, он принёс свыше 1 млрд $ компании Warner Bros., больше денег, чем любой другой звукозаписывающий лейбл любого музыканта. Кроме того, у неё самый большой контракт на запись музыки из женщин: подписанное в 2007 году соглашение с Live Nation Entertainment всего за три альбома предусматривает 120 миллионов фунтов стерлингов. По данным нескольких концертных агентств, Мадонна — самый дорогой музыкант на частный концерт (без рекламы) с рекордом за один вечер в Дубае — $5 млн; но, как правило, её частные концерты обходятся в сумму чуть более миллиона. Авторы Madonna the Companion Two Decades of Commentary предположили, что Мадонна вошла в музыкальный бизнес с чёткими идеями по поводу своего имиджа, но «потом именно послужной список позволил ей увеличить степень творческого контроля над собственной музыкой».
По части видео Мадонна называется первой женщиной-музыкантом, в полной мере использовавшей потенциал музыкального клипа, а также артист, больше всего ассоциирующийся с музыкальной видеоцензурой. Однако Ричард Барт отметил, что «цензура» мадонниных музыкальных видео лишь подтвердила её центральную культурную роль и сделала её ещё более успешной коммерчески. Многие из её видеоклипов находятся в списке самых дорогих музыкальных видео всех времен. Кроме того, она является первым музыкантом, начавшим делать концерты как воссоздание музыкальных клипов;. Также у неё наибольшее число видео, которые проигрывались чаще, чем у любого другого артиста в истории MTV. Мадонна стала первым музыкантом, сделавшим премьеру своего клипа в Снэпчате (в 2014 с синглом «Living For Love»). В Соединённых Штатах «Ray of Light» являлся самым продаваемым музыкальным видеосинглом SoundScan эры с 1998 по 2013 году. Также её «Justify My Love» — это первый в мире видеосингл и самый продаваемый видеосингл всех времен в течение 22 лет — в 2013 году «Gangnam Style» побил оба рекорда, став пятикратно платиновым. Её Blond Ambition World Tour считается туром, который изменил понятие концерта и, следовательно, последующие мировые туры своей живописностью и инновациями. По версии VH1, Nerdist Industries и других источников, Мадонна названа величайшим артистом музыкального видео в истории.
В 2012 году, она установила рекорд своим выступлением перед крупнейшей телеаудиторией Супербоула в истории. Её появление на шоу Дэвида Леттермана сделало эпизод наиболее цензурируемым в американских телевизионных ток-шоу за всю историю. Кроме того, Мадонна была рекордсменкой за наибольшее количество наград MTV в истории с 20 призами, в том числе за пожизненные достижения Video Vanguard Award в 1986 году, и стала первой певицей, получившей эту награду. Но она также — единственный человек, который получил три премии Золотая малина за худшую роль актрисы («Унесённые»), как худшая актриса второго плана («Умри, но не сейчас») и худший экранный дуэт («Унесённые») в одном году.
У Мадонны почётное второе место по количеству альбомов в списке самых продаваемых альбомов в мире. Четыре её альбома продались тиражом более 20 миллионов копий, на один меньше Майкла Джексона. Кроме того, в Европе у неё два альбома с продажами более 5 миллионов копий, это Ray of Light (7 миллионов копий) и Music (5 миллионов копий). Коммерческий успех её альбома Something to Remember создал тренд на альбомы баллад, как, например, в 1996 году альбом Love Songs Элтона Джона и If We Fall in Love Tonight Рода Стюарта. Мадонна стала первым артистом в чарте European Hot 100 Singles, заменившем себя же на первом месте, когда «True Blue» сменил «Papa Don’t Preach» (октябрь 1986 г.), и также стала артистом, который набрал наибольшее число одновременных № 1 синглов и альбомов (с семью синглами с шести альбомов), оставив позади Майкла Джексона (с пятью синглами и тремя альбомами) и Леди Гагу (с тремя синглами и одним альбомом). Кроме того, несколько её синглов находятся среди самых продаваемых во всем мире.
| Название рекорда/достижения                                                    | Примечание |
| ------------------------------------------------------------------------------ | --- |
| Самая продаваемая исполнительница всех времён                                  | С более чем 300 млн проданных записей за карьеру. Книга рекордов Гиннеса признаёт её четвёртой по продажам после The Beatles, Элвиса Пресли и Майкла Джексона |
| Самая успешная сольная исполнительница в истории                               | В 2000 году Книга рекордов Гиннеса назвала Мадонну самой успешной сольной исполнительницей в истории с продажами в 160 млн альбомов и 50 млн синглов. Рекорд был обновлён в последующие годы (2001 и 2002) со словами: «Её суммарные продажи больше любой другой звезды в музыке». В предыдущие годы, в 1992 и 1994, в книге также писали: «Самая успешная записывающаяся певица — это Мадонна». Также издание Guinness Book of World Records 1998 года признало: «Ни один артист из женщин не продал больше записей по миру, чем Мадонна… чьи общие продажи превышают 200 млн» |
| Самый успешный исполнитель 1986 года                                           | Рекорд указан в Guinness World Record 1988 года. |
| Самый продаваемый альбом ремиксов для женщины                                  | You Can Dance продался 5 млн копий по миру (до 2008 года). Второй результат для альбома ремиксов вообще, позади Blood on the Dance Floor: HIStory in the Mix Майкла Джексона. |
| Самый продаваемый женский альбом                                               | Мадонна удерживала рекорд сTrue Blue, который продался в 17 миллионов копий до октября 1990 года по данным Guinness Book of World Records 1991 года. |
| Самый продаваемый женский сборник                                              | Мадонна удерживает рекорд с The Immaculate Collection и его 30 млн копий продаж по миру. |
| Самый продаваемый женский альбом 1980-х годов                                  | Её третий альбом True Blue остаётся одним из самый продаваемых альбомов всех времён с более чем 25 млн проданных копий. |
| Самый дорогой музыкальный видеоклип                                            | Рекорд принадлежал Мадонне дважды — сначала с «Express Yourself» (1989), потом с «Bedtime Story» (1995). Сейчас у неё третье, четвёртое и пятые места с клипами «Die Another Day» (6 100 000 $), «Express Yourself» (5 000 000 $) и «Bedtime Story» (5 000 000 $), соответственно [a]. |
| Наибольшее количество смен костюмов                                            | В фильме «Эвита» Мадонна меняет костюмы 85 раз. |
| Самый продаваемый видеосингл в истории                                         | Четырежды платиновая сертификация RIAA, а также полмиллиона продаж в июле 1992 года. |
| Песня, возглавившая чарты в самом большом числе стран                          | Сингл «Hung Up» возглавил чарты в 41 стране. |
| Альбом, возглавивший чарты в самом большом числе стран                         | Confessions on a Dance Floor возглавил чарты в 40 странах. До этого ей третий студийный альбом True Blue удерживал рекорд по количеству стран, возглавив чарты 28 стран мира. |
| Альбом, дольше всех остававшийся на первом месте чарта European Top 100 Albums | Её третий альбом True Blue провёл 34 недели подряд на вершине чарта, больше, чем любой другой альбом в истории. |
| Наибольшее число синглов номер один в European Hot 100 Singles                 | У неё 17 синглов номер один, и это больше любого другого артиста. |
| Наибольшее число синглов номер два в European Hot 100 Singles                  | У неё 7 синглов номер два, и это больше любого другого артиста. |
| Наибольшие сборы для тура женщины                                              | Сначала она установила этот рекорд туром Confessions Tour со сборами $194,7 млн (227 771 360 в долларах 2015 года с учётом инфляции) с 60 концертами перед 1,2 миллиона зрителей. Потом она превзошла свой же рекорд туром Sticky & Sweet Tour с 3,5 миллионами поклонников в 32 странах, собрав 408 миллионов $ (448,5 млн долларов с учётом инфляции). |
| Наибольшие сборы для тура сольного артиста                                     | Она установила этот рекорд в 2009 году туром Sticky & Sweet Tour (2008—2009), но в 2013-м её превзошёл Роджер Уотерс с The Wall Live (2010—2013). Также Sticky & Sweet Tour стал вторым по сборам туром в истории |
| Самые большие сборы за концерт                                                 | Confessions Tour назван туром с самыми большими сборами за концерт в издании 2007 года Guinness World Records — $3,2 млн (3 801 651 доллар с учётом инфляции[когда?]). |
| Самые большие сборы на стадионе Уэмбли                                         | С туром Sticky & Sweet Tour Мадонна выступила перед 74 000 поклонников, собрав 12 миллионов долларов, побив рекорды как нового, так и старого стадионов Уэмбли. После этого U2 своим туром 360° Tour побили только рекорд посещаемости стадиона Уэмбли с 88 000 зрителей. |
| Самые большие сборы для артиста в Скандинавии                                  | В Хельсинки (Финляндия) на её тур Sticky & Sweet Tour было продано более 85 000 билетов на один концерт, сделав его самым большим по сборам шоу в Скандинавии. |
| Больше всех зарабатывающая женщина в индустрии развлечений                     | Мадонне принадлежал рекорд в 1990 год с 125 миллионами $ с 1986 года по данным Forbes. Опра Уинфри владеет рекордом на сегодняшний день, в том числе с её 290 миллионами $ заработка между маем 2010 и маем 2011 года, также по данным Forbes. |
| Наибольший годовой доход для женщины поп-звезды                                | С заработком в 125 миллионов $ между июлями 2012—2013, побив рекорд Селин Дион 1998 года. |
| Наибольший доход для женщины-музыканта за календарный год                      | Рекорд тот же, что и предыдущий, но учитывает всех женщин-музыкантов, а не только поп-звёзд в 2007 Guinness Book of World Records.. Побила свой же рекорд с 110 миллионами $ в 2009 году. |
| Самая высокооплачиваемая певица на планете                                     | Признана Книгой рекордов Гиннеса в 2006 году. Также в 2008 году Forbes признал её самой богатой женщиной-музыкантом в мире. |
| Самый богатый записывающийся артист в мире                                     | С состоянием 800 миллионов $, больше любого артиста в музыкальной индустрии. |
| Самый большой контракт на запись музыки для женщины                            | Рекорд установлен в 2007, когда благодаря контракту с Live Nation Entertainment всего за три альбома она получила 120 миллионов фунтов стерлингов. |
| Самая большая аудитория на Супербоуле в истории                                | Её выступление в перерыве Супербоула по американскому футболу в 2012 году собрало наибольшую аудиторию Super Bowl в истории, побив предыдущий рекорд Майкла Джексона, с 114 миллионами телезрителей во всём мире. Этот рекорд был позднее побит Бруно Марсом в 2014-м, и потом — Кэт Перри в 2015 году. |
| Самый обсуждаемый в Твиттере момент                                            | Со скоростью 10 245 постов в секунду обсуждалось её выступление на Super Bowl 2012. |
| Самые большие сборы документального фильма в истории                           | Рекорд принадлежал ей с 29 012 935 $ у фильма «Правда или вызов. (В постели с Мадонной)» |
| Самая быстропродаваемая детская книга с картинками в истории                   | С Английскими розами по данным газеты The Age Мадонна уступила только пятой книге о Гарри Поттере, продав лишь на 220 копий меньше Роулинг за первую неделю. |
| Самая быстро продаваемая книга-альбом (coffee-table) в истории                 | C 1 500 000 экземпляров за три дня с книгой-альбомом Sex в 1992 году. |
| Самая продаваемая книга-альбом (coffee-table) в истории                        | Sex (1992) даже по данным за первые три дня продался тиражом 1,5 миллиона экземпляров, что уже является абсолютным рекордом. |
| Наибольшее количество наград MTV Video Music Award в истории                   | У Мадонны 20 наград, включая награду за пожизненные достижения Video Vanguard Award в 1986 году. Этот рекорд был побит Бейонсе, у которой 24 награды. |
| Самый большой предзаказ альбома в истории iTunes                               | C 12-м студийным альбомом MDNA в чартах предзаказов iTunes 50 стран мира. |
| Самая большая онайн веб-трансляция                                             | Её выступление в лондонской Brixton Academy в 2000 году было самой большой онлайн-трансляцией в истории. Microsoft хотела показать новую технологию компании — «близкое-к-DVD качество». По данным Майкрософт, более девяти миллионов пользователей залогинились и посмотрели трансляцию, в основном из Великобритании, побив рекорд Пола Маккартни с его концертом в The Cavern в Ливерпуле, который посмотрели 3 миллиона. Также выступление вызвало много позитивных отзывов и стало таким же обсуждаемым событием, как падение NASDAQ.                                      |

## Региональные рекорды, основные вехи и достижения

### США

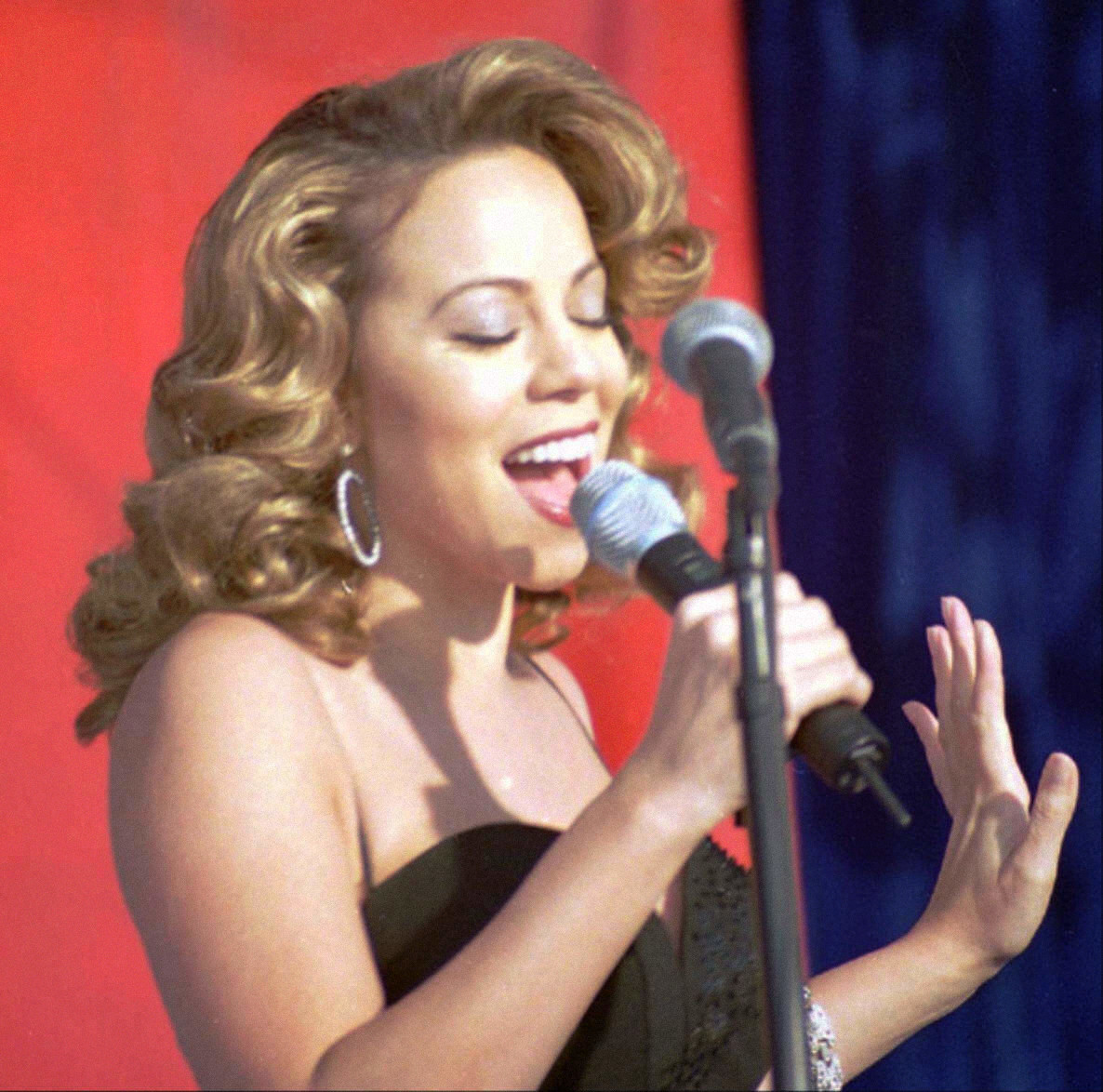
Мадонне принадлежал рекорд как женщине с наибольшим количеством синглов № 1 в чарте Billboard Hot 100, пока Мэрайя Кэри не возглавила чарт в 1997 году песней «Honey»

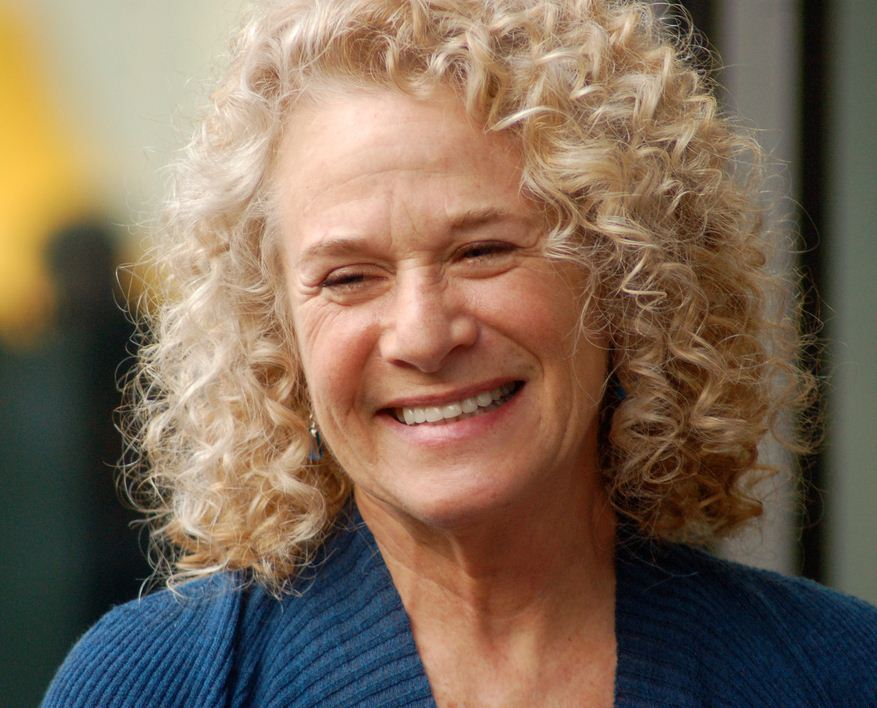
Кэрол Кинг удерживала рекорд как автор наибольшего числа хитов № 1 среди женщин, но Мадонна побила его в феврале 1995 года своим девятым авторским (если учитывать два additional lyrics) и одиннадцатым исполнительским хитом № 1 Hot 100 «Take a Bow». Песня также стала единственным радиохитом Мадонны № 1 в чарте Radio Songs, который влияет на Hot 100. В декабре 1995 года Мэрайя Кэри сравнялась с рекордом своим синглом «One Sweet Day», а в апреле 1996 года побила его с «Always Be My Baby». Всего у Кэри 11 радиохитов № 1 в чарте Radio Songs

Мадонна удерживает несколько рекордов и достижений в США. Касательно продаж, она занимает второе место как исполнительница в Соединённых Штатах с 64,5 миллионами сертифицированных альбомов и входит по этому показателю в Топ 15 среди всех музыкантов.
| Первые места Мадонны во всех чартах Billboard на 15 августа 2023                                              | Первые места Мадонны во всех чартах Billboard на 15 августа 2023 |
| Название чарта                                                                                                | Кол-во                                                           |
| Чарты альбомов                                                                                                | Чарты альбомов                                                   |
| --- | ---------------------------------------------------------------- |
| Billboard 200                                                                                                 | 9                                                                |
| Top Album Sales                                                                                               | 8                                                                |
| Top Dance/Electronic Albums                                                                                   | 3                                                                |
| Vinyl Albums                                                                                                  | 1                                                                |
| ИТОГО: 21 первое место в чартах альбомов                                                                      |                                                                  |
| Чарты синглов                                                                                                 |                                                                  |
| Billboard Hot 100                                                                                             | 12                                                               |
| Radio Songs (бывший Hot 100 Airplay)                                                                          | 9                                                                |
| Singles Sales (бывший Hot Singles Sales)                                                                      | 15                                                               |
| Digital Song Sales (бывший Digital Songs)                                                                     | 3                                                                |
| Hot Dance Singles Sales                                                                                       | 33                                                               |
| Dance/Mix Show Airplay (бывший Hot Dance Airplay)                                                             | 7                                                                |
| Adult Contemporary                                                                                            | 5                                                                |
| Pop Airplay (Pop Songs/Mainstream Top 40)                                                                     | 1                                                                |
| Latin Digital Song Sales                                                                                      | 1                                                                |
| ИТОГО: 83 первых места в чартах синглов                                                                       |                                                                  |
| Остальные чарты                                                                                               |                                                                  |
| Artist 100 | 1                                                                |
| Top Music Video Sales                                                                                         | 10                                                               |
| ИТОГО: 11 первых мест в остальных чартах                                                                      |                                                                  |
| Ранее существовавшие чарты                                                                                    |                                                                  |
| †Dance Club Songs (бывший Dance/Club Play Songs)                                                              | 50                                                               |
| †Internet Albums                                                                                              | 3                                                                |
| †Digital Albums                                                                                               | 2                                                                |
| †Hot Videoclips                                                                                               | 2                                                                |
| ИТОГО: 57 первых мест в ранее существовавших чартах                                                           |                                                                  |
| ИТОГО: 172 первых места в чартах (115 — без учёта ранее существовавших)                                       |                                                                  |
| Примечание: Только топ-чарты: без учёта региональных (напр., канадских) и дополнительных (Tastemaker Albums). |                                                                  |

В 2015 году с синглом «Living for Love» Мадонна стала самой возрастной исполнительницей, вошедшей в чарт Pop Songs со времён Карли Саймон. В основном, у Мадонны рекорды среди женщин-музыкантов по количеству синглов, попавших в «первую пятёрку», «первую десятку», ТОП-30 и ТОП-40 главного синглового чарта Billboard Hot 100. Она продала около 85 675 миллионов записей в Соединённых Штатах.[c]
| Название рекорда/Достижение                                                                                           | Примечание |
| --- | --- |
| Самый высокорейтинговый сольный артист чарта Billboard Hot 100 в истории («All-Time Top Artists»)                     | Уступая только The Beatles, став таким образом самым успешным сольным исполнителем в истории американского синглового чарта. |
| Самая продаваемая рок-исполнительница в XX веке                                                                       | По данным Recording Industry Association of America (RIAA). |
| Наибольшее количество синглов «номер один» в Billboard Hot 100 для женщины                                            | С песней «This Used to Be My Playground» она побила свой же рекорд, который до этого также принадлежал Уитни Хьюстон. Её нынешнее место — третье. Больше из женщин только у Мэрайи Кэри (18) и Рианны (14). У неё также шестое место среди артистов по количеству песен в чарте. |
| Наибольшее количество синглов подряд в ТОП-5 Billboard Hot 100                                                        | Рекорд начат песней «Lucky Star» (для женщины) в 1983 году, а побит её же песней 1989 года «Cherish». Таким образом, побит рекорд The Beatles по наибольшему количеству ТОП-5 синглов подряд. Издание Книги рекордов Гиннеса (Guinness Book of Records) 1998 года написало: «Она самая успешная женщина — исполнительница обоих чартов и в США, имея 35 синглов в ТОП-20 и 10 альбомов в „первой десятке“ начиная с 1983 года, и в Соединённом королевстве…».                |
| Наибольшее количество синглов No. 1 во всех чартах Billboard суммарно                                                 | У неё суммарно 157 синглов «номер один» во всех чартах Billboard, в жанрах и форматах поп-, танцевальной и современной музыки для взрослых (adult contemporary). Она обновила свой рекорд в 2015 году синглом «Ghosttown», который стал мадонниным 45-м «номером один» в чарте Hot Dance Club Songs. |
| Наибольшее количество синглов № 1 в отдельно взятом чарте Billboard                                                   | Мадонна стала единственным артистом с наибольшим количеством синглов «номер один» в чарте Billboard с синглом «Ghosttown» (он стал её 45-м «номером один» в танцевальном чарте Hot Dance Club Songs), преодолев равенство по этому показателю с Джорджем Стрейтом, у которого было 44 сингла «номер один» в чарте Hot Country Singles. |
| Наибольшее количество первых мест у DVD в США                                                                         | Её MDNA World Tour DVD возглавил чарт US Billboard Top Music Videos, став её шестым подряд видео «номер один» и десятым «номером один» в целом — больше, чем у любого артистаt |
| Наибольшее число золотых синглов в США для женщины                                                                    | С синглом «Hung Up», ставшим платиновым, Мадонна обошла The Beatles по числу золотых сертификаций синглов в США. Её 28-м и на данный момент последним золотым сертифицированным синглом в США стал «Give Me All Your Luvin». |
| Наибольшее количество синглов «первой десятки» в США                                                                  | У неё 38 синглов в «первой десятке», последним из которых стал «Give Me All Your Luvin» с альбома 2012 года MDNA. Всего она появлялась в чарте 57 раз, что в 2017 году являлось пятым показателем для женщины. Канадский рэпер Дрейк побил продержавшийся 18 лет рекорд Мадонны в 2020 году. До ноября 2022 года у Мадонны оставалось наибольшее число синглов «первой десятки» для женщины и в качестве основного исполнителя (всех 38 хитов) — рекорд побила Тейлор Свифт. |
| Наибольшее количество синглов ТОП-40 в США для женщины                                                                | На 2003 год у неё было 44 сингла. |
| Наибольшее число ТОП-20 синглов в США                                                                                 | Рианна побила рекорд в 2011 году. |
| Наибольшее число первых мест в чарте Hot Dance Club Songs                                                             | У неё 46 песен «номер один» в чарте — абсолютный рекорд. |
| Наибольшее число вторых мест в Billboard Hot 100                                                                      | Установила рекорд в виде 6 синглов с «Frozen» в 1998 году, обойдя по этому показателю Элвиса Пресли |
| Самые большие продажи на первой неделе в эру Nielsen SoundScan                                                        | С альбомом Ray of Light, занявшем второе место в чарте Billboard 200 albums 21 марта 1998 года с 371 000 проданный копий |
| Самое большое падение продаж на второй неделе после для альбома, дебютировавшего на 1-м месте в эру Nielsen SoundScan | Со студийным альбомом 2012 года MDNA. Альбом скатился с первого на восьмое место Billboard 200, потеряв 86,7 % продаж (с 359 000 до 48 000, по данным SoundScan) |
| Женщина, написавшее наибольшее число хитов «номер один»                                                               | Мадонна сместила с первого места Кэрол Кинг, выпустив сингл «Take a Bow» в феврале 1995 году. Мэрайа Кэри сравнялась с рекордом в декабре того же года с «One Sweet Day» и побила его в апреле следующего года с "Always Be My Baby. |
| Лучшие продажи физических синглов за десятилетие (2000-е)                                                             | Мадонна завершила декаду «нулевых» как самый продаваемый сингловый артист на физических носителях в США |
| Наибольшее число синглов «номер один» в 1980-е годы для женщины                                                       | Наравне с Уитни Хьюстон, с семью синглами «номер один», больше из артистов в восьмидесятых было только у Майкла Джексона — девять. |
| Наибольшее число студийных альбомов № 1 подряд для женщины                                                            | С пятью альбомами подряд (2000—2012) Мадонна занимала первое место с 2012 года. В 2016 году её рекорд побила Бейонсе. |
| Самый продаваемый видеосингл эры SoundScan                                                                            | С «Ray of Light» — в июне 1998-го продажи составили 7 381 копий |
| Самые большие сборы в Los Angeles Memorial Sports Arena                                                               | Рекорд установлен туром 1990 года Blond Ambition World Tour, собравшем 456 720 $ |
| Самая большая посещаемость Radio City Music Hall                                                                      | Побила все рекорды посещаемости туром The Virgin Tour (1985), продав все билеты за двадцать четыре минуты |
| Самые быстрораспроданные билеты на концерт в чикагский UIC Pavilion                                                   | Концертом тура The Virgin Tour — 18 000 билетов проданы за один день |
| Самые быстрораспроданные билеты на концерт в Spectrum (Филадельфия)                                                   | Рекордная 31 000 билетов на The Virgin Tour проданы менее чем за 4 часа. |
| Самые быстрораспроданные билеты на концерт в Madison Square Garden                                                    | С туром 2004 года Re-Invention World Tour |
| Наибольшее количество концертов для сольного исполнителя за десятилетие в Madison Square Garden                       | С туром Sticky & Sweet Tour четыре аншлага на Madison Square Garden стали дополнением до 23 sold-out концертов с 2001 на этой площадке — рекорд для сольного исполнителя десятилетия «нулевых». |

#### Альбомы № 1 в США
Она вторая по количеству альбомов № 1 в США с 9 дисками, уступая среди женщин только Barbra Streisand, у которой их больше 10. Также в 1984 году Мадонна стала первой женщиной, продавшей более 5 миллионов копий альбома за год с Like a Virgin. У Мадонны абсолютный рекорд по альбомам в «первой десятке» Billboard 200 c 21 (установлен ещё когда их было 20 в 2012 с MDNA); Джордж Стрейт занимает второе место с 17, у Марайи Кэри третье место (16). Также она женщина с наибольшим количеством альбомов № 2 в истории альбомного чарта Billboard Top 200. У неё шесть таких альбомов, столько же у The Beatles, уступая Фрэнку Синатре, у которого семь. В 2016 году Мадонна уступила рекорд по наибольшему количеству студийных альбомов № 1 подряд Бейонсе с её шестым диском.
Её альбомы The Immaculate Collection, Like a Virgin и True Blue входят в «первую десятку» самых сертифицируемых альбомов по данным RIAA. The Immaculate Collection и Like a Virgin входят в число самых продаваемых альбомов в США с бриллиантовым статусом. На 2015 год она восьмой музыкант по количеству альбомов «номер один». Однако, у неё также есть антирекорд по наибольшему падению продаж на второй неделе в истории Nielsen SoundScan эры с её 12-м диском MDNA. Кимберли Даддс из Daily Mail прокомментировала, что это «не тот рекорд, к которым она привыкла!».
| \| - 1984: Like a Virgin (3 неделя) - 1986: True Blue (5 недель) - 1989: Like a Prayer (6 недель) - 2000: Music (1 неделя) - 2003: American Life (1 неделя) - 2005: Confessions on a Dance Floor (1 неделя) - 2008: Hard Candy (1 неделя) - 2012: MDNA (1 неделя) - 2019: Madame X (1 неделя) \| |
| - 1984: Like a Virgin (3 неделя) - 1986: True Blue (5 недель) - 1989: Like a Prayer (6 недель) - 2000: Music (1 неделя) - 2003: American Life (1 неделя) - 2005: Confessions on a Dance Floor (1 неделя) - 2008: Hard Candy (1 неделя) - 2012: MDNA (1 неделя) - 2019: Madame X (1 неделя)       |

#### Альбомы «первой десятки» в США
У Мадонны двадцать три альбома «первой десятки» в чарте Billboard 200.
| Распределение позиций 23 альбомов в «первой десятке» Billboard 200 | Распределение позиций 23 альбомов в «первой десятке» Billboard 200 | Распределение позиций 23 альбомов в «первой десятке» Billboard 200 | Распределение позиций 23 альбомов в «первой десятке» Billboard 200 | Распределение позиций 23 альбомов в «первой десятке» Billboard 200 |
| позиция                                                            |                                                                    |                                                                    | количество попаданий                                               |                                                                    |
| ------------------------------------------------------------------ | ------------------------------------------------------------------ | ------------------------------------------------------------------ | ------------------------------------------------------------------ | ------------------------------------------------------------------ |
| №1                                                                 |                                                                    |                                                                    | 9                                                                  |                                                                    |
| №2                                                                 |                                                                    |                                                                    | 7                                                                  |                                                                    |
| №3                                                                 |                                                                    |                                                                    | 0                                                                  |                                                                    |
| №4                                                                 |                                                                    |                                                                    | 0                                                                  |                                                                    |
| №5                                                                 |                                                                    |                                                                    | 0                                                                  |                                                                    |
| №6                                                                 |                                                                    |                                                                    | 1                                                                  |                                                                    |
| №7                                                                 |                                                                    |                                                                    | 3                                                                  |                                                                    |
| №8                                                                 |                                                                    |                                                                    | 2                                                                  |                                                                    |
| №9                                                                 |                                                                    |                                                                    | 0                                                                  |                                                                    |
| №10                                                                |                                                                    |                                                                    | 1                                                                  |                                                                    |
| по данным на сентябрь 2022 года                                    |                                                                    |                                                                    |                                                                    |                                                                    |

| \| - 1983: Madonna № 8 - 1984: Like a Virgin № 1 - 1986: True Blue № 1 - 1987: Who’s That Girl № 7 - 1989: Like a Prayer № 1 - 1990: I’m Breathless № 2 - 1990: The Immaculate Collection № 2 - 1992: Erotica № 2 - 1994: Bedtime Stories № 2 - 1995: Something To Remember № 6 - 1996: Evita OST № 2 - 1998: Ray of Light № 2 \| - 2000: Music № 1 - 2001: GHV2 № 7 - 2003: American Life № 1 - 2005: Confessions on a Dance Floor № 1 - 2008: Hard Candy № 1 - 2009: Celebration № 7 - 2010: Sticky & Sweet Tour № 10 - 2012: MDNA № 1 - 2015: Rebel Heart № 2 - 2019: Madame X № 1 - 2022: Finally Enough Love № 8 \| | |
| - 1983: Madonna № 8 - 1984: Like a Virgin № 1 - 1986: True Blue № 1 - 1987: Who’s That Girl № 7 - 1989: Like a Prayer № 1 - 1990: I’m Breathless № 2 - 1990: The Immaculate Collection № 2 - 1992: Erotica № 2 - 1994: Bedtime Stories № 2 - 1995: Something To Remember № 6 - 1996: Evita OST № 2 - 1998: Ray of Light № 2 | - 2000: Music № 1 - 2001: GHV2 № 7 - 2003: American Life № 1 - 2005: Confessions on a Dance Floor № 1 - 2008: Hard Candy № 1 - 2009: Celebration № 7 - 2010: Sticky & Sweet Tour № 10 - 2012: MDNA № 1 - 2015: Rebel Heart № 2 - 2019: Madame X № 1 - 2022: Finally Enough Love № 8 |

#### Синглы № 1 в США
Со своим синглом «Music», достигшем в 2000 году первой строчки Billboard Hot 100, Мадонна стала вторым артистом в истории с топ-хитами Hot 100 в каждом из трёх десятилетий — 1980-е, 1990-е и 2000-е годы. Также, после выпуска «Who’s That Girl» в 1987, он стал для Мадонны шестым синглом «номер один» в США, сделав её первым музыкантом, добившимся шести первых мест в 1980-е годы, а также первой женщиной со столь большим количеством первых мест в качестве сольной исполнительницы. В 2012 с «Give Me All Your Luvin» она стала второй по количеству попаданий синглов в Billboard Hot 100, уступая только Арете Франклин. Песня стала её 56-м появлением в чарте. В 1991 с песней «Rescue Me», дебютировавшей под № 15 2 марта 1991 в чарте Hot 100, был установлен рекорд по лучшему дебюту сингла для женщины. Более того, это был на тот момент только четвёртый раз, когда сингл дебютировал в ТОП-20. Мадонна является третьей по возрасту женщиной, сингл которой возглавил Billboard Hot 100. Сингл «Music» возглавил чарт, когда Мадонне было сорок два года и один месяц (сентябрь 2000).
| \| - 1984: «Like a Virgin» (6 недель) - 1984: «Crazy for You» (1 неделя) - 1986: «Live to Tell» (1 неделя) - 1986: «Papa Don’t Preach» (2 недели) - 1986: «Open Your Heart» (1 неделя) - 1987: «Who’s That Girl» (1 неделя) \| - 1989: «Like a Prayer» (3 недели) - 1990: «Vogue» (3 недели) - 1990: «Justify My Love» (2 недели) - 1992: «This Used to Be My Playground» (1 неделя) - 1994: «Take a Bow» (7 недель) - 2000: «Music» (4 недели) \| | |
| - 1984: «Like a Virgin» (6 недель) - 1984: «Crazy for You» (1 неделя) - 1986: «Live to Tell» (1 неделя) - 1986: «Papa Don’t Preach» (2 недели) - 1986: «Open Your Heart» (1 неделя) - 1987: «Who’s That Girl» (1 неделя) | - 1989: «Like a Prayer» (3 недели) - 1990: «Vogue» (3 недели) - 1990: «Justify My Love» (2 недели) - 1992: «This Used to Be My Playground» (1 неделя) - 1994: «Take a Bow» (7 недель) - 2000: «Music» (4 недели) |

#### Синглы № 2 в США
У неё шесть синглов номер два, и это абсолютный рекорд.
| \| - 1984: «Material Girl» - 1987: «Causing a Commotion» - 1989: «Express Yourself» - 1989: «Cherish» - 1994: «I’ll Remember» - 1998: «Frozen» \| |
| - 1984: «Material Girl» - 1987: «Causing a Commotion» - 1989: «Express Yourself» - 1989: «Cherish» - 1994: «I’ll Remember» - 1998: «Frozen»       |

#### Синглы «первой десятки» в США
До 2020 года ей принадлежал абсолютный рекорд с 38 синглами в Top 10.
| Распределение позиций 38 синглов Мадонны в «первой десятке» Billboard Hot 100 | Распределение позиций 38 синглов Мадонны в «первой десятке» Billboard Hot 100 | Распределение позиций 38 синглов Мадонны в «первой десятке» Billboard Hot 100 | Распределение позиций 38 синглов Мадонны в «первой десятке» Billboard Hot 100 | Распределение позиций 38 синглов Мадонны в «первой десятке» Billboard Hot 100 |
| Позиция в чарте                                                               |                                                                               |                                                                               | количество попаданий                                                          |                                                                               |
| ----------------------------------------------------------------------------- | ----------------------------------------------------------------------------- | ----------------------------------------------------------------------------- | ----------------------------------------------------------------------------- | ----------------------------------------------------------------------------- |
| По состоянию на декабрь 2017 года                                             |                                                                               |                                                                               |                                                                               |                                                                               |

| \| - 1984: «Borderline» № 10 - 1984: «Lucky Star» № 4 - 1984: «Like a Virgin» № 1 - 1984: «Material Girl» № 2 - 1985: «Crazy for You» № 1 - 1985: «Angel» № 5 - 1985: «Dress You Up» № 5 - 1986: «Live to Tell» № 1 - 1986: «Papa Don’t Preach» № 1 - 1986: «True Blue» № 3 - 1986: «Open Your Heart» № 1 - 1987: «La Isla Bonita» № 4 - 1987: «Who’s That Girl» № 1 - 1987: «Causing a Commotion» № 2 - 1989: «Like a Prayer» № 1 - 1989: «Express Yourself» № 2 - 1989: «Cherish» № 2 - 1990: «Keep It Together» № 8 - 1990: «Vogue» № 1 \| - 1990: «Hanky Panky» № 10 - 1990: «Justify My Love» № 1 - 1991: «Rescue Me» № 9 - 1992: «This Used to Be My Playground» № 1 - 1992: «Erotica» № 3 - 1992: «Deeper and Deeper» № 7 - 1994: «I’ll Remember» № 2 - 1994: «Secret» № 3 - 1994: «Take a Bow» № 1 - 1995: «You’ll See» № 6 - 1996: «Don’t Cry for Me Argentina» № 8 - 1998: «Frozen» № 2 - 1998: «Ray of Light» № 5 - 2000: «Music» № 1 - 2000: «Don’t Tell Me» № 4 - 2002: «Die Another Day» № 8 - 2005: «Hung Up» № 7 - 2008: «4 Minutes» № 3 - 2012: «Give Me All Your Luvin'» № 10 \| | |
| - 1984: «Borderline» № 10 - 1984: «Lucky Star» № 4 - 1984: «Like a Virgin» № 1 - 1984: «Material Girl» № 2 - 1985: «Crazy for You» № 1 - 1985: «Angel» № 5 - 1985: «Dress You Up» № 5 - 1986: «Live to Tell» № 1 - 1986: «Papa Don’t Preach» № 1 - 1986: «True Blue» № 3 - 1986: «Open Your Heart» № 1 - 1987: «La Isla Bonita» № 4 - 1987: «Who’s That Girl» № 1 - 1987: «Causing a Commotion» № 2 - 1989: «Like a Prayer» № 1 - 1989: «Express Yourself» № 2 - 1989: «Cherish» № 2 - 1990: «Keep It Together» № 8 - 1990: «Vogue» № 1 | - 1990: «Hanky Panky» № 10 - 1990: «Justify My Love» № 1 - 1991: «Rescue Me» № 9 - 1992: «This Used to Be My Playground» № 1 - 1992: «Erotica» № 3 - 1992: «Deeper and Deeper» № 7 - 1994: «I’ll Remember» № 2 - 1994: «Secret» № 3 - 1994: «Take a Bow» № 1 - 1995: «You’ll See» № 6 - 1996: «Don’t Cry for Me Argentina» № 8 - 1998: «Frozen» № 2 - 1998: «Ray of Light» № 5 - 2000: «Music» № 1 - 2000: «Don’t Tell Me» № 4 - 2002: «Die Another Day» № 8 - 2005: «Hung Up» № 7 - 2008: «4 Minutes» № 3 - 2012: «Give Me All Your Luvin'» № 10 |

#### Синглы № 1чарта US Dance
50 песен «номер один» в чарте — абсолютный рекорд. Единственный действующий артист, регулярно попадающий в чарт с 1982, на протяжении четырёх десятилетий. Billboard писал: «Сравнивая первые места в каждом десятилетии, у Мадонны девять Dance/Club Songs No. 1 в 80-е и 13 в 90-е. С 2000 года она почти что удвоила это количество, добавив ещё 18 первых мест». В 2012 году с релизом «Girl Gone Wild», ставшим её 42-м номером один в чарте, Billboard написал, что у неё самая большая скорость достижения первых мест подряд. Также журнал заметил, что «по факту, если Мадонна выпускает сингл и он попадает в чарт Dance/Club Play Songs, то с большой долей вероятности он дойдёт до первого места. С 2000 года у неё было 26 таких синглов. Из них только шесть не добрались до первого места. Также Мадонна — единственный музыкант в истории с семью хитами первой десятки с одного альбома (American Life) и единственный, у кого были серии по семь первых мест подряд в чарте, причём дважды».
«Give Me All Your Luvin» установила рекорда чарта, когда дебютировала на 24-м месте в Dance/Club Play Songs chart и на следующей неделе поднялась до 9-го, став самой быстро вошедшей в первую десятку в истории. «Hung Up» стала самой успешной танцевальной записью 2000-х годах США, возглавив конечные чарты десятилетия Dance/Club Play Songs, в то время как её же «Music» стал второй по популярности песней десятилетия в том же сводном чарте. К тому же, «Music» установил рекорд по пребыванию на первом месте в 2000-е, продержавшись там пять недель.
| \| - 1983: «Holiday/Lucky Star» (5 недель) - 1984: «Like a Virgin» (3 недели) - 1985: «Material Girl» (1 неделя) - 1985: «Angel/Into the Groove» (1 неделя) - 1986: «Open Your Heart» (1 неделя) - 1987: «Causing a Commotion» remix (1 неделя) - 1988: «You Can Dance» LP Cuts (1 неделя) - 1989: «Like a Prayer» (2 недели) - 1989: «Express Yourself» (3 недели) - 1990: «Keep It Together» (1 неделя) - 1990: «Vogue» (2 недели) - 1991: «Justify My Love» (2 недели) - 1992: «Erotica» (1 неделя) - 1993: «Deeper and Deeper» (1 неделя) - 1993: «Fever» (1 неделя) - 1994: «Secret» (2 недели) - 1995: «Bedtime Story» (1 неделя) \| - 1997: «Don’t Cry for Me Argentina» (1 неделя) - 1998: «Frozen» (2 недели) - 1998: «Ray of Light» (4 недели) - 1999: «Nothing Really Matters» (2 недели) - 1999: «Beautiful Stranger» (2 недели) - 2000: «American Pie» (1 неделя) - 2000: «Music» (5 недель) - 2001: «Don’t Tell Me» (1 неделя) - 2001: «What It Feels Like for a Girl» (1 неделя) - 2001: «Impressive Instant» (2 недели) - 2002: «Die Another Day» (2 недели) - 2003: «American Life» (1 неделя) - 2003: «Hollywood» (1 неделя) - 2003: «Me Against the Music» (2 недели) - 2004: «Nothing Fails» (1 неделя) - 2004: «Love Profusion» (1 неделя) - 2005: «Hung Up» (4 недели) \| - 2006: «Sorry» (2 недели) - 2006: «Get Together» (1 неделя) - 2006: «Jump» (2 недели) - 2008: «4 Minutes» (2 недели) - 2008: «Give It 2 Me» (2 недели) - 2009: «Celebration» (1 неделя) - 2012: «Give Me All Your Luvin» (1 неделя) - 2012: «Girl Gone Wild» (1 неделя) - 2012: «Turn Up the Radio» (1 неделя) - 2015: «Living for Love» (1 неделя) - 2015: «Ghosttown» (1 неделя) - 2015: «B!tch I’m Madonna» (1 неделя) - 2019: «Medellin» (1 неделя) - 2019: «I Rise» (1 неделя) - 2019: «Crave» (1 неделя) - 2020: «I Don’t Search I Find» (1 неделя) \| | | |
| - 1983: «Holiday/Lucky Star» (5 недель) - 1984: «Like a Virgin» (3 недели) - 1985: «Material Girl» (1 неделя) - 1985: «Angel/Into the Groove» (1 неделя) - 1986: «Open Your Heart» (1 неделя) - 1987: «Causing a Commotion» remix (1 неделя) - 1988: «You Can Dance» LP Cuts (1 неделя) - 1989: «Like a Prayer» (2 недели) - 1989: «Express Yourself» (3 недели) - 1990: «Keep It Together» (1 неделя) - 1990: «Vogue» (2 недели) - 1991: «Justify My Love» (2 недели) - 1992: «Erotica» (1 неделя) - 1993: «Deeper and Deeper» (1 неделя) - 1993: «Fever» (1 неделя) - 1994: «Secret» (2 недели) - 1995: «Bedtime Story» (1 неделя) | - 1997: «Don’t Cry for Me Argentina» (1 неделя) - 1998: «Frozen» (2 недели) - 1998: «Ray of Light» (4 недели) - 1999: «Nothing Really Matters» (2 недели) - 1999: «Beautiful Stranger» (2 недели) - 2000: «American Pie» (1 неделя) - 2000: «Music» (5 недель) - 2001: «Don’t Tell Me» (1 неделя) - 2001: «What It Feels Like for a Girl» (1 неделя) - 2001: «Impressive Instant» (2 недели) - 2002: «Die Another Day» (2 недели) - 2003: «American Life» (1 неделя) - 2003: «Hollywood» (1 неделя) - 2003: «Me Against the Music» (2 недели) - 2004: «Nothing Fails» (1 неделя) - 2004: «Love Profusion» (1 неделя) - 2005: «Hung Up» (4 недели) | - 2006: «Sorry» (2 недели) - 2006: «Get Together» (1 неделя) - 2006: «Jump» (2 недели) - 2008: «4 Minutes» (2 недели) - 2008: «Give It 2 Me» (2 недели) - 2009: «Celebration» (1 неделя) - 2012: «Give Me All Your Luvin» (1 неделя) - 2012: «Girl Gone Wild» (1 неделя) - 2012: «Turn Up the Radio» (1 неделя) - 2015: «Living for Love» (1 неделя) - 2015: «Ghosttown» (1 неделя) - 2015: «B!tch I’m Madonna» (1 неделя) - 2019: «Medellin» (1 неделя) - 2019: «I Rise» (1 неделя) - 2019: «Crave» (1 неделя) - 2020: «I Don’t Search I Find» (1 неделя) |

### Великобритания
У неё имеются разнообразные рекорды и достижения в Великобритании (Соединённом королевстве). В том числе она является самой успешной певицей в стране и артистом с наибольшим количеством сертифицированных продаж в истории с 45 наградами Британской ассоциации производителей фонограмм (BPI) на апрель 2013 года. Она продала около 27 860 миллионов записей в стране.
| Название рекорда/достижения                                                            | Примечание |
| -------------------------------------------------------------------------------------- | --- |
| Наибольшее количество синглов номер один в Великобритании для женщины                  | У неё 13 хитов номер один в Соединённом королевстве. 4 Minutes (2008) стал её крайним номером один. |
| Наибольшее количество альбомов номер один в Великобритании для сольного исполнителя    | У неё 12 альбомов номер один, из которых 9 студийных. Like a Virgin, True Blue, Like a Prayer, The Immaculate Collection, Evita, Ray of Light, Music, American Life, Confessions on a Dance Floor, Hard Candy, Celebration и MDNA |
| Самая успешная исполнительница в Великобритании                                        | Рекорд по наибольшему числу хитов номер один для женщины, а также альбомов номер один для сольной исполнительницы. Её рекорд по пребыванию альбомов на первом месте в течение 30 недель был побит только британской певицей Адель с её третьим студийным альбомом 25 (2015).                                                                                 |
| Самые большие продажи синглов для женщины                                              | В сумме 17,8 миллиона на 2012 год, больше только у The Beatles, Элвиса Пресли и Клиффа Ричарда |
| Самая продаваемая исполнительница в 21 веке                                            | С общими продажами 7,65 миллиона копий |
| Музыкант с наибольшим количеством сертификаций в Великобритании                        | С 45 наградами от British Phonographic Industry (BPI) на апрель 2016 года |
| Самый продаваемый альбом в Великобритании для женщины                                  | С The Immaculate Collection, продавшимся в количестве 3 665 068 копий. Адель превзошла достижение со своим вторым альбомом 21 в 2011 году. |
| Наибольшее количество альбомов в ТОП-40 одновременно для женщины                       | У неё было три альбома в Top 40 в 1987, но рекорд был побит в 2014 англичанкой Кейт Буш, у которой восемь альбомов оказались в ТОП-40 одновременно.. Это делает Мадонну рекордсменом среди зарубежных исполнителей по одновременному пребыванию их альбомов в Top 40.                                                                                        |
| Женщина с самым большим числом синглов в ТОП-40 в истории чарта Великобритании         | В феврале 2015 года её 71-м попаданием в Top 40 чарта стала песня «Living for Love» |
| Наибольшее количество непрерывных попаданий синглов в ТОП-10                           | В соответствии с изданием 1998 Книги рекордов Гиннеса, Мадонна 32 раза подряд попадала в «первую десятку» синглового чарта Великобритании. Она продолжала удерживать рекорд с 36 Top 10 попаданиями по данным Official Charts Company в 2015 Журналист Иан Янг сказал в 2003 году: «У Мадонны больше, чем у The Beatles и The Rolling Stones, вместе взятых» |
| Наибольшее количество непрерывного пребывания на первом месте альбома для женщины      | С The Immaculate Collection, возглавлявшим чарт 9 недель. Рекорд держался более 20 лет, пока в 2011 его не превзошла Адель со своим вторым альбомом 21 — 10 недель. |
| Самый проигрываемый музыкант 2000—2009                                                 | Данные предоставлены Phonographic Performance Limited (PPL) для BBC Radio 2. Её музыку проигрывали и публично исполняли больше всех в период с 2000 по 2009 |
| Самый популярный поисковый запрос из артистов в 2000—2009                              | Исследование при поддержке Liverpool Lime Street railway station, показало 45 633 упоминания о Мадонне в ? декаду 2000—2009. Это и сообщения о её замужестве и разводе, усыновление детей, а также одной из самых успешных карьер |
| Наибольшее количество синглов номер один в 1980-е                                      | She had six number ones: «Into the Groove» (1985); «Papa Don’t Preach», «True Blue» (both 1986); «La Isla Bonita», «Who’s That Girl» (both 1987); and «Like a Prayer» (1989) |
| Наибольшее количество недель в сингловом чарте Великобритании 1980-х годов для женщины | С 252 неделями Мадонна занимает второе место среди всех артистов, уступив только Shakin' Stevens с его 254 неделями |
| Наибольшее количество недель в сингловом чарте Великобритании 1990-х годов для женщины | С 258 неделями Мадонна занимает второе место среди всех артистов, уступив только Oasis с их 282 неделями |
| Наибольшее число ТОП-5 синглов для женщины                                             | С 44 хитами в Top 5 она занимает второе место, уступая только Элвису Пресли с его 54 |
| Наибольшее количество хитов номер один в качестве автора для женщины                   | С 13 хит-синглами она занимает второе место, уступая только Полу Маккартни и Джону Леннону с их 33 хит-синглами. |
| Наибольшее количество альбомов номер один подряд для женщины                           | В 2012 году Рианна сравнялась с чартовым рекордом Мадонны своим альбомом Unapologetic, у обеих 3 альбома номер один |
| Наибольшее количество альбомов номер один в 1980-е годы для женщины                    | С тремя альбомами: Like a Virgin, True Blue и Like a Prayer. |
| Наибольшее количество синглов номер один в 1980-е для женщины                          | С 5 синглами, возглавившими чартt: «American Pie», «Music», «Hung Up», «Sorry» и «4 Minutes». По общему количеству недель на первом месте по итогам 2000-х годов она заняла 13-е место с 10 неделями |
| Наибольшее количество альбомов номер один в 2000-е годы для женщины                    | С пятью альбомами: Music, American Life, Confessions on a Dance Floor, Hard Candy and Celebration. Но в сумме они провели на вершине всего семь недель |
| Самый продаваемый танцевальный хит 2005 года                                           | С синглом «Hung Up» и его 328 000 проданных копий возглавила UK Singles Chart. Он провёл на вершине больше, чем кто-то в 2005 году — 4 недели |
| Самый продаваемый танцевальный хит 2009 года                                           | С синглом «Celebration», возглавлявшем танцевальных чарт 6 недель |
| Самые быстораспроданные билеты на концерт в Earls Court Exhibition Centre              | Британский рекорд установлен её Drowned World Tour, шесть концертов в Earls Court Exhibition Centre были распроданы за шесть часов. Мадонна установила рекорд с 97 000 проданных билетов |

#### Альбомы № 1 в Великобритании
У неё 12 альбомов номер один, из которых 9 студийные — больше любого сольного исполнителя на тот момент, хотя позднее рекорд побили Робби Уильямс и Тейлор Свифт. Также у неё пять альбомов № 2 и двадцать альбомов Top 5, больше любой женщины. В 1986 году с альбомом True Blue в UK Albums Chart 12 июля 1986-го Мадонна стала первым американцем, дебютировавшим на вершине альбомного чарта Великобритании за всю его историю. В 2012 году альбомом MDNA Мадонна стала первой женщиной с альбомом номер один в четырёх десятилетиях — 1980-м, 1990-м, 2000-м и 2010-м. Также Мадонна и Кайли Миноуг являются единственными артистами с альбомом и синглом номер один в трёх различных десятилетиях.
По данным New Musical Express её альбомы The Immaculate Collection и Confessions on a Dance Floor входят в число 50 самых быстрораспродаваемых альбомов в Соединённом Королевстве с 340 000 и 217 610 проданных копий, соответственно. Она единственная женщина с двумя пластинками в этом списке. Наравне с Майколом Джексоном у Мадонны два альбома в списке самых продаваемых альбомов 1980-х годов — True Blue (#9) и Like a Virgin (#17). Также в 2000-х годах у неё два альбома в списке лучших 100 по продажам с Music и Confessions on a Dance Floor.
| \| - 1984: Like a Virgin (1 неделя) - 1986: True Blue (6 недель) - 1989: Like a Prayer (2 недели) - 1990: The Immaculate Collection (9 недель) - 1996: Evita (1 неделя) - 1997: Ray of Light (2 недели) \| - 2000: Music (2 недели) - 2003: American Life (1 неделя) - 2005: Confessions on a Dance Floor (2 недели) - 2008: Hard Candy (1 неделя) - 2009: Celebration (1 неделя) - 2012: MDNA (1 неделя) \| | |
| - 1984: Like a Virgin (1 неделя) - 1986: True Blue (6 недель) - 1989: Like a Prayer (2 недели) - 1990: The Immaculate Collection (9 недель) - 1996: Evita (1 неделя) - 1997: Ray of Light (2 недели) | - 2000: Music (2 недели) - 2003: American Life (1 неделя) - 2005: Confessions on a Dance Floor (2 недели) - 2008: Hard Candy (1 неделя) - 2009: Celebration (1 неделя) - 2012: MDNA (1 неделя) |

Источник: Official Charts Company 

#### Альбомы «первой десятки» в Великобритании
У Мадонны двадцать три альбома «первой десятки». При этом саундтрек Who’s That Girl, достигший 4-го места в 1987, формально не считается в стране альбомом Мадонны и не входит в список (в отличие от США).
| Распределение позиций 23 альбомов в «первой десятке» Соединённого Королевства | Распределение позиций 23 альбомов в «первой десятке» Соединённого Королевства | Распределение позиций 23 альбомов в «первой десятке» Соединённого Королевства | Распределение позиций 23 альбомов в «первой десятке» Соединённого Королевства | Распределение позиций 23 альбомов в «первой десятке» Соединённого Королевства |
| позиция                                                                       |                                                                               |                                                                               | количество попаданий                                                          |                                                                               |
| ----------------------------------------------------------------------------- | ----------------------------------------------------------------------------- | ----------------------------------------------------------------------------- | ----------------------------------------------------------------------------- | ----------------------------------------------------------------------------- |
| №1                                                                            |                                                                               |                                                                               | 12                                                                            |                                                                               |
| №2                                                                            |                                                                               |                                                                               | 6                                                                             |                                                                               |
| №3                                                                            |                                                                               |                                                                               | 2                                                                             |                                                                               |
| №4                                                                            |                                                                               |                                                                               | 0                                                                             |                                                                               |
| №5                                                                            |                                                                               |                                                                               | 1                                                                             |                                                                               |
| №6                                                                            |                                                                               |                                                                               | 1                                                                             |                                                                               |
| №7                                                                            |                                                                               |                                                                               | 1                                                                             |                                                                               |
| №8                                                                            |                                                                               |                                                                               | 0                                                                             |                                                                               |
| №9                                                                            |                                                                               |                                                                               | 0                                                                             |                                                                               |
| №10                                                                           |                                                                               |                                                                               | 0                                                                             |                                                                               |
| по данным на сентябрь 2022 года                                               |                                                                               |                                                                               |                                                                               |                                                                               |

| \| - 1983: Madonna № 6 - 1984: Like a Virgin № 1 - 1986: True Blue № 1 - 1987: You Can Dance № 5 - 1989: Like a Prayer № 1 - 1990: I’m Breathless № 2 - 1990: The Immaculate Collection № 1 - 1992: Erotica № 2 - 1994: Bedtime Stories № 2 - 1995: Something To Remember № 3 - 1996: Evita OST № 1 - 1998: Ray of Light № 1 \| - 2000: Music № 1 - 2001: GHV2 № 2 - 2003: American Life № 1 - 2005: Confessions on a Dance Floor № 1 - 2007: The Confessions Tour № 7 - 2008: Hard Candy № 1 - 2009: Celebration № 1 - 2012: MDNA № 1 - 2015: Rebel Heart № 2 - 2019: Madame X № 2 - 2022: Finally Enough Love № 3 \| | |
| - 1983: Madonna № 6 - 1984: Like a Virgin № 1 - 1986: True Blue № 1 - 1987: You Can Dance № 5 - 1989: Like a Prayer № 1 - 1990: I’m Breathless № 2 - 1990: The Immaculate Collection № 1 - 1992: Erotica № 2 - 1994: Bedtime Stories № 2 - 1995: Something To Remember № 3 - 1996: Evita OST № 1 - 1998: Ray of Light № 1 | - 2000: Music № 1 - 2001: GHV2 № 2 - 2003: American Life № 1 - 2005: Confessions on a Dance Floor № 1 - 2007: The Confessions Tour № 7 - 2008: Hard Candy № 1 - 2009: Celebration № 1 - 2012: MDNA № 1 - 2015: Rebel Heart № 2 - 2019: Madame X № 2 - 2022: Finally Enough Love № 3 |

#### Синглы № 1 в Великобритании
В 1985 Мадонна стала первой женщиной в истории синглового чарта Великобритании, занявшей одновременно первое и второе место: «Into the Groove» — на первом месте и «Holiday» — на втором. К концу 1985 года Мадонна установила ещё один рекорд, став первой женщиной с восемью синглами в первой десятке за один календарный год. В 1987 синглом «La Isla Bonita» она установила рекорд по количеству хитов номер один для женщин — этот рекорд она удерживает до сих пор. Каждый её сингл добирался до ТОП-20 вплоть до 2008 года и «Miles Away». Также Мадонна одновременно возглавляла сингловый и альбомный чарт четырежды, чего не удавалось до неё ни одной женщине.
В 2014 году Official Charts Company составила список её самых продаваемых синглов № 1, в котором «Into the Groove» занял первое место с 870 000 проданных копий. В 2017 году в похожем списке, но учитывающем только продажи, «Into the Groove» также оказался на первом месте с продажами в 878 000 копий. Примечательно, что четыре песни, не занявшие когда-то первого места в чарте, вошли в «первую десятку» по общим продажам на данный момент.
Источник: Official Charts Company 
| \| - 1985: «Into the Groove» (4 недели) - 1986: «Papa Don’t Preach» (3 недели) - 1986: «True Blue» (1 неделя) - 1987: «La Isla Bonita» (2 недели) - 1987: «Who’s That Girl» (1 неделя) - 1989: «Like a Prayer» (3 недели) - 1990: «Vogue» (4 недели) \| - 1998: «Frozen» (1 неделя) - 2000: «American Pie» (1 неделя) - 2000: «Music» (1 неделя) - 2005: «Hung Up» (3 недели) - 2006: «Sorry» (1 недели) - 2008: «4 Minutes» (4 недели) \| | |
| - 1985: «Into the Groove» (4 недели) - 1986: «Papa Don’t Preach» (3 недели) - 1986: «True Blue» (1 неделя) - 1987: «La Isla Bonita» (2 недели) - 1987: «Who’s That Girl» (1 неделя) - 1989: «Like a Prayer» (3 недели) - 1990: «Vogue» (4 недели) | - 1998: «Frozen» (1 неделя) - 2000: «American Pie» (1 неделя) - 2000: «Music» (1 неделя) - 2005: «Hung Up» (3 недели) - 2006: «Sorry» (1 недели) - 2008: «4 Minutes» (4 недели) |

У Мадонны 13 хитов номер один в Соединённом Королевстве, занимая первую строчку в каждом десятилетии: 1980-х, 1990-х и 2000-х годах.

#### Синглы «первой десятки» в Великобритании
У Мадонны шестьдесят три сингла «первой десятки». Другие важные вехи включают двенадцать ТОП-2 синглов и 71 хит в ТОП-40, больше любой женщины, и абсолютно рекордную цепочку из 36 (32 — по версии «Книги рекордов Гиннесса») попаданий в «десятку» подряд.
| \| - 1984: «Holiday» № 6 - 1984: «Like a Virgin» № 3 [1] - 1984: «Material Girl» № 3 [2] - 1985: «Crazy for You» № 2 [3] - 1985: «Into the Groove» № 1 [4] - 1985: «Holiday» № 2 - 1985: «Angel» № 5 [5] - 1985: «Gambler» № 4 [6] - 1985: «Dress You Up» № 5 [7] - 1986: «Borderline» № 2 [8] - 1986: «Live to Tell» № 2 [9] - 1986: «Papa Don’t Preach» № 1 [10] - 1986: «True Blue» № 1 [11] - 1986: «Open Your Heart» № 4 [12] - 1987: «La Isla Bonita» № 1 [13] - 1987: «Who’s That Girl» № 1 [14] - 1987: «Causing a Commotion» № 4 [15] - 1987: «The Look of Love» № 9 [16] - 1989: «Like a Prayer» № 1 [17] - 1989: «Express Yourself» № 5 [18] - 1989: «Cherish» № 3 [19] \| - 1990: «Dear Jessie» № 5 [20] - 1990: «Vogue» № 1 [21] - 1990: «Hanky Panky» № 2 [22] - 1990: «Justify My Love» № 2 [23] - 1991: «Crazy for You» № 2 - 1991: «Rescue Me» № 3 [24] - 1991: «Holiday» № 5 - 1992: «This Used to Be My Playground» № 3 [25] - 1992: «Erotica» № 3 [26] - 1992: «Deeper and Deeper» № 6 [27] - 1993: «Bad Girl» № 10 [28] - 1993: «Fever» № 6 [29] - 1993: «Rain» № 7 [30] - 1994: «I’ll Remember» № 7 [31] - 1994: «Secret» № 5 [32] - 1995: «Bedtime Story» № 4 - 1995: «Human Nature» № 8 - 1995: «You’ll See» № 5 - 1996: «You Must Love Me» № 10 - 1997: «Don’t Cry for Me Argentina» № 3 - 1998: «Another Suitcase In Another Hall» № 10 \| - 1998: «Frozen» № 1 - 1998: «Ray of Light» № 2 - 1998: «Drowned World (Substitute for Love)» № 10 - 1998: «Power of Good-Bye/Little Star» № 6 - 1999: «Nothing Really Matters» № 7 - 1999: «Beautiful Stranger» № 2 - 2000: «American Pie» № 1 - 2000: «Music» № 1 - 2001: «Don’t Tell Me» № 4 - 2001: «What It Feels Like for a Girl» № 7 - 2002: «Die Another Day» № 3 - 2003: «American Life» № 2 - 2003: «Hollywood» № 2 - 2003: «Me Against the Music» № 2 - 2005: «Hung Up» № 1 - 2006: «Sorry» № 1 - 2006: «Get Together» № 7 - 2006: «Jump» № 9 - 2008: «4 Minutes» № 1 - 2008: «Give It 2 Me» № 7 - 2009: «Celebration» № 3 \| | | |
| - 1984: «Holiday» № 6 - 1984: «Like a Virgin» № 3 [1] - 1984: «Material Girl» № 3 [2] - 1985: «Crazy for You» № 2 [3] - 1985: «Into the Groove» № 1 [4] - 1985: «Holiday» № 2 - 1985: «Angel» № 5 [5] - 1985: «Gambler» № 4 [6] - 1985: «Dress You Up» № 5 [7] - 1986: «Borderline» № 2 [8] - 1986: «Live to Tell» № 2 [9] - 1986: «Papa Don’t Preach» № 1 [10] - 1986: «True Blue» № 1 [11] - 1986: «Open Your Heart» № 4 [12] - 1987: «La Isla Bonita» № 1 [13] - 1987: «Who’s That Girl» № 1 [14] - 1987: «Causing a Commotion» № 4 [15] - 1987: «The Look of Love» № 9 [16] - 1989: «Like a Prayer» № 1 [17] - 1989: «Express Yourself» № 5 [18] - 1989: «Cherish» № 3 [19] | - 1990: «Dear Jessie» № 5 [20] - 1990: «Vogue» № 1 [21] - 1990: «Hanky Panky» № 2 [22] - 1990: «Justify My Love» № 2 [23] - 1991: «Crazy for You» № 2 - 1991: «Rescue Me» № 3 [24] - 1991: «Holiday» № 5 - 1992: «This Used to Be My Playground» № 3 [25] - 1992: «Erotica» № 3 [26] - 1992: «Deeper and Deeper» № 6 [27] - 1993: «Bad Girl» № 10 [28] - 1993: «Fever» № 6 [29] - 1993: «Rain» № 7 [30] - 1994: «I’ll Remember» № 7 [31] - 1994: «Secret» № 5 [32] - 1995: «Bedtime Story» № 4 - 1995: «Human Nature» № 8 - 1995: «You’ll See» № 5 - 1996: «You Must Love Me» № 10 - 1997: «Don’t Cry for Me Argentina» № 3 - 1998: «Another Suitcase In Another Hall» № 10 | - 1998: «Frozen» № 1 - 1998: «Ray of Light» № 2 - 1998: «Drowned World (Substitute for Love)» № 10 - 1998: «Power of Good-Bye/Little Star» № 6 - 1999: «Nothing Really Matters» № 7 - 1999: «Beautiful Stranger» № 2 - 2000: «American Pie» № 1 - 2000: «Music» № 1 - 2001: «Don’t Tell Me» № 4 - 2001: «What It Feels Like for a Girl» № 7 - 2002: «Die Another Day» № 3 - 2003: «American Life» № 2 - 2003: «Hollywood» № 2 - 2003: «Me Against the Music» № 2 - 2005: «Hung Up» № 1 - 2006: «Sorry» № 1 - 2006: «Get Together» № 7 - 2006: «Jump» № 9 - 2008: «4 Minutes» № 1 - 2008: «Give It 2 Me» № 7 - 2009: «Celebration» № 3 |

| Распределение позиций 63 синглов в «первой десятке» Соединённого Королевства | Распределение позиций 63 синглов в «первой десятке» Соединённого Королевства | Распределение позиций 63 синглов в «первой десятке» Соединённого Королевства | Распределение позиций 63 синглов в «первой десятке» Соединённого Королевства | Распределение позиций 63 синглов в «первой десятке» Соединённого Королевства |
| позиция                                                                      |                                                                              |                                                                              | количество попаданий                                                         |                                                                              |
| ---------------------------------------------------------------------------- | ---------------------------------------------------------------------------- | ---------------------------------------------------------------------------- | ---------------------------------------------------------------------------- | ---------------------------------------------------------------------------- |
| №1                                                                           |                                                                              |                                                                              | 13                                                                           |                                                                              |
| №2                                                                           |                                                                              |                                                                              | 12                                                                           |                                                                              |
| №3                                                                           |                                                                              |                                                                              | 9                                                                            |                                                                              |
| №4                                                                           |                                                                              |                                                                              | 5                                                                            |                                                                              |
| №5                                                                           |                                                                              |                                                                              | 7                                                                            |                                                                              |
| №6                                                                           |                                                                              |                                                                              | 4                                                                            |                                                                              |
| №7                                                                           |                                                                              |                                                                              | 7                                                                            |                                                                              |
| №8                                                                           |                                                                              |                                                                              | 1                                                                            |                                                                              |
| №9                                                                           |                                                                              |                                                                              | 2                                                                            |                                                                              |
| №10                                                                          |                                                                              |                                                                              | 3                                                                            |                                                                              |
| по данным на август 2017 года                                                |                                                                              |                                                                              |                                                                              |                                                                              |

### Австралия
У неё несколько достижений в чартах Австралии. В 1985 году Мадонна стала одной из немногих в истории синглового чарта, одна песня которой сменила на вершине другую: «Crazy for You» сместил с первого места «Angel»/«Into the Groove». С релизом «Open Your Heart» в Австралии, достигшем 16 места, оборвалась её рекордная непрерывная цепочка из девяти синглов, попавших в первую десятку чарта страны. У неё 9 альбомов, достигших первого места, последним стал в 2015 году Rebel Heart. Он принёс Мадонне её 19-ю неделю на вершине чарта, поместив её на 24-е место по количеству недель, проведённых на вершине чарта. В Австралии она продала около 3.457 миллионов своих записей с 1997 года. В Новой Зеландии продано около 307 500 копий её записей с 1999 года[c].
| Название рекорда/достижения                                                | Примечание |
| -------------------------------------------------------------------------- | --- |
| Самый продаваемый сборник для сольного артиста (Австралия)                 | С диском The Immaculate Collection, который продался в Австралии тиражом 840 000 копий и стал 12× платиновым. Занимает двадцатое место в общем списке самых продаваемых альбомов страны. |
| Наибольшее количество альбомов номер один для сольного артиста (Австралия) | У неё 11 альбомов номер один, поровну с U2 |
| Наибольшее количество синглов номер один (Австралия)                       | Делит первое место с австралийкой Кайли Миноуг с 10 первыми местами. |
| Наибольшее количество недель на вершине синглового чарта (Австралия)       | Настоящий рекорд — 38 недель |

#### Альбомы № 1 в Австралии
Имеет 12 альбомов «номер один», рекорд среди женщин и солистов, позади лишь рекорда The Beatles c 14 дисками.
| \| - 1986: True Blue - 1990: I’m Breathless - 1990: The Immaculate Collection - 1992: Erotica - 1995: Bedtime Stories - 1995: Something to Remember \| - 1998: Ray of Light - 2005: Confessions on a Dance Floor - 2008: Hard Candy - 2012: MDNA - 2015: Rebel Heart - 2022: Finally Enough Love: 50 Number Ones \| | |
| - 1986: True Blue - 1990: I’m Breathless - 1990: The Immaculate Collection - 1992: Erotica - 1995: Bedtime Stories - 1995: Something to Remember | - 1998: Ray of Light - 2005: Confessions on a Dance Floor - 2008: Hard Candy - 2012: MDNA - 2015: Rebel Heart - 2022: Finally Enough Love: 50 Number Ones |

#### Синглы № 1 в Австралии
Она делит первое место с австралийской певицей Кайли Миноуг с 10 синглами «номер один» в качестве основного исполнителя и 11 — в общем.
| \| - 1984: «Like a Virgin» - 1985: «Crazy for You» - 1985: «Angel»/«Into the Groove» - 1986: «Papa Don’t Preach» - 1989: «Like a Prayer» - 1990: «Vogue/Keep It Together» \| - 2000: «American Pie» - 2000: «Music» - 2003: «Me Against the Music» - 2005: «Hung Up» - 2008: «4 Minutes» \| | |
| - 1984: «Like a Virgin» - 1985: «Crazy for You» - 1985: «Angel»/«Into the Groove» - 1986: «Papa Don’t Preach» - 1989: «Like a Prayer» - 1990: «Vogue/Keep It Together» | - 2000: «American Pie» - 2000: «Music» - 2003: «Me Against the Music» - 2005: «Hung Up» - 2008: «4 Minutes» |

### Канада
У Мадонны несколько рекордов и достижений в Канаде. В этой стране она продала около 6,030 миллиона записей.[c]
| Название рекорда/достижения                                   | Примечание |
| ------------------------------------------------------------- | --- |
| Самый быстрый взлёт сингла на радио в Канаде                  | Чартовый рекорд установлен в 2005 году с «Hung Up», по данным Nielsen Broadcast Data Systems                                                                                         |
| Самая быстропродаваемая песня в истории Canadian music charts | «4 Minutes» в 2008 году. |
| Наибольшее количество синглов номер один                      | У неё 25 синглов номер один в Канаде — абсолютный рекорд. Только два из этих синглов возглавили Canadian Hot 100, остальные — Canadian RPM singles chart                             |
| Самые быстрораспроданные билеты на концерт в Монреале         | 8 апреля 2006 Мадонна продала 30 000 билетов меньше чем за 40 минут, побив рекорд U2.                                                                                                |
| Самые быстро распродаваемые билеты в Canadian Tire Centre     | Во время The MDNA Tour все 15 000 билетов на концерт в Scotiabank Place были проданы за 21 минуту, лучший результат за 16-летнюю историю арены, побивший достижение AC/DC 2009 года. |

#### Альбомы № 1 в Канаде
На данный момент у неё есть два альбома с бриллиантовым статусом в Канаде — True Blue (в июне 1987) и Like a Virgin (получен в июле 1992). Лишь немногие артисты имеют данную сертификацию. Также у неё 21 альбом в «первой пятёрке» и лишь три — в Топ 20.
| \| - 1986: True Blue - 1989: Like a Prayer - 1990: The Immaculate Collection - 2000: Music - 2003: American Life \| - 2005: Confessions on a Dance Floor - 2008: Hard Candy - 2009: Celebration - 2012: MDNA - 2015: Rebel Heart \| | |
| - 1986: True Blue - 1989: Like a Prayer - 1990: The Immaculate Collection - 2000: Music - 2003: American Life | - 2005: Confessions on a Dance Floor - 2008: Hard Candy - 2009: Celebration - 2012: MDNA - 2015: Rebel Heart |

#### Синглы № 1 в Канаде
Её 25 синглов № 1 в Канаде — абсолютный рекорд, охватывающий по времени четыре десятилетия: 1980-е, 1990-е, 2000-е и 2010-е. Только два из них попали в Canadian Hot 100, остальные — в Canadian RPM. Её сингл 2000 года «Music» стал её последним синглом номер один в чарте Canadian RPM. Также, у неё шестьдесят восемь синглов Top 40, пятьдесят девять — в Top 20, пятьдесят один — в Top 10 и тридцать девять — в Top 5. «4 Minutes» дебютировал на вершине канадского чарта Contemporary Hit Radio. Это первый случай, когда какая-либо песня дебютировала на вершине данного чарта в истории BDS. С синглами «Music» и «American Pie» впервые один и тот же артист занял первые два места в итоговом чарте по итогам 2000 года.
| \| - 1984: «Like a Virgin» - 1985: «Crazy for You» - 1986: «Live to Tell» - 1986: «Papa Don’t Preach» - 1986: «True Blue» - 1987: «La Isla Bonita» - 1987: «Who’s That Girl» - 1989: «Like a Prayer» - 1989: «Express Yourself» - 1989: «Cherish» - 1990: «Vogue» - 1990: «Justify My Love» - 1992: «This Used to Be My Playground» \| - 1994: «I’ll Remember» - 1994: «Secret» - 1994: «Take a Bow» - 1999: «Beautiful Stranger» - 2000: «American Pie» - 2000: «Music» - 2000: «Don’t Tell Me» - 2002: «Die Another Day» - 2003: «American Life» - 2005: «Hung Up» - 2008: «4 Minutes» - 2012: «Give Me All Your Luvin» \| | |
| - 1984: «Like a Virgin» - 1985: «Crazy for You» - 1986: «Live to Tell» - 1986: «Papa Don’t Preach» - 1986: «True Blue» - 1987: «La Isla Bonita» - 1987: «Who’s That Girl» - 1989: «Like a Prayer» - 1989: «Express Yourself» - 1989: «Cherish» - 1990: «Vogue» - 1990: «Justify My Love» - 1992: «This Used to Be My Playground» | - 1994: «I’ll Remember» - 1994: «Secret» - 1994: «Take a Bow» - 1999: «Beautiful Stranger» - 2000: «American Pie» - 2000: «Music» - 2000: «Don’t Tell Me» - 2002: «Die Another Day» - 2003: «American Life» - 2005: «Hung Up» - 2008: «4 Minutes» - 2012: «Give Me All Your Luvin» |

### Франция
Мадонна имеет различные достижения и рекорды во Франции. Во Франции Мадонна продала более 18,68 миллиона записей, из которых 10,45 млн — альбомов и 8,23 млн — синглов, что делает её 10-м по успешности музыкантом в стране.
| Название рекорда/достижения                    | Примечания |
| ---------------------------------------------- | --- |
| Самая большая аудитория на концерте во Франции | Она установила этот рекорд в городе О-де-Сен с Who’s That Girl World Tour 1987 года, выступив перед 131 000 человек |

#### Альбомы № 1 во Франции
У неё восемь альбомов номер один во Франции. Кроме того, у неё три альбома с бриллиантовым статусом во Франции с True Blue (1 000 000), The Immaculate Collection (1 000 000) и Confessions on a Dance Floor (750 000).[b] Помимо того, у неё есть десять альбомов номер два и три Топ-3 альбома. Как правило, её альбомы всегда попадают в ТОП-10 во Франции.
| \| - 1986: True Blue - 1989: Like a Prayer - 1992: Erotica - 2000: Music - 2003: American Life - 2005: Confessions on a Dance Floor - 2008: Hard Candy - 2009: Celebration \| |
| - 1986: True Blue - 1989: Like a Prayer - 1992: Erotica - 2000: Music - 2003: American Life - 2005: Confessions on a Dance Floor - 2008: Hard Candy - 2009: Celebration       |

#### Синглы № 1 во Франции
У Мадонны всего три сингла номер один во Франции, но на протяжении трёх десятилетий: 1980-х, 1990-х и 2000-х годов. Она имеет двадцать два ТОП-10 сингла во французском ТОП-100 чарте, а также сорок девять ТОП-40 синглов, причём в течение четырёх десятилетий: 1980-е, 1990-е, 2000-е и 2010-е годы.
| \| - 1987: «La Isla Bonita» - 1996: «Don’t Cry for Me Argentina» - 2005: «Hung Up» \| |
| - 1987: «La Isla Bonita» - 1996: «Don’t Cry for Me Argentina» - 2005: «Hung Up»       |

### Италия
У Мадонны есть рекорды и достижения в Италии. Она продала приблизительно 375 000 копий своих записей с 2009 года.[c]
| Название рекорда/достижения                   | Примечания |
| --------------------------------------------- | --- |
| Самый продаваемый иностранный альбом в Италии | Альбом True Blue на данный момент продался тиражом 1 550 000 копий. Это восьмой самый продаваемый альбом в Италии. Вместе с итальянской певицей Миной Мадонна — единственная женщина в ТОП-15 этого списка. |
| Самая большая посещаемость концерта в Италии  | Во время Who’s That Girl World Tour — 65 000 зрителей |

#### Альбомы № 1 в Италии
У неё в общей сложности 15 альбомов номер один в Италии и 8 альбомов номер два.
| \| - 1984: Like a Virgin - 1986: True Blue - 1987: You Can Dance - 1989: Like a Prayer - 1995: Something to Remember - 1998: Ray of Light - 2000: Music \| - 2003: American Life - 2005: Confessions on a Dance Floor - 2006: I’m Going to Tell You a Secret - 2007: Confessions Tour - 2008: Hard Candy - 2009: Celebration - 2012: MDNA - 2015: Rebel Heart \| | |
| - 1984: Like a Virgin - 1986: True Blue - 1987: You Can Dance - 1989: Like a Prayer - 1995: Something to Remember - 1998: Ray of Light - 2000: Music | - 2003: American Life - 2005: Confessions on a Dance Floor - 2006: I’m Going to Tell You a Secret - 2007: Confessions Tour - 2008: Hard Candy - 2009: Celebration - 2012: MDNA - 2015: Rebel Heart |

#### Синглы № 1 в Италии
Она имеет в общей сложности двадцать пять синглов номер один в итальянских чартах, охватывающих три десятилетия: 1980-х, 1990-х и 2000-х годов. Также у неё шестьдесят восемь ТОП-40, шестьдесят пять ТОП-20, пятьдесят шесть ТОП-10 и сорок пять ТОП-5 синглов.
| \| - 1985: «Into the Groove» - 1986: «Live to Tell» - 1986: «Papa Don’t Preach» - 1987: «Who’s That Girl» - 1989: «Like a Prayer» - 1990: «Vogue» - 1992: «This Used to Be My Playground» - 1992: «Erotica» - 1992: «Deeper and Deeper» - 1993: «Rain» - 1994: «I’ll Remember» - 1998: «Frozen» - 1999: «Beautiful Stranger» \| - 2000: «American Pie» - 2000: «Music» - 2000: «Don’t Tell Me» - 2002: «Die Another Day» - 2003: «American Life» - 2003: «Love Profusion» - 2005: «Hung Up» - 2006: «Sorry» - 2006: «Get Together» - 2006: «Jump» - 2008: «4 Minutes» - 2009: «Celebration» \| | |
| - 1985: «Into the Groove» - 1986: «Live to Tell» - 1986: «Papa Don’t Preach» - 1987: «Who’s That Girl» - 1989: «Like a Prayer» - 1990: «Vogue» - 1992: «This Used to Be My Playground» - 1992: «Erotica» - 1992: «Deeper and Deeper» - 1993: «Rain» - 1994: «I’ll Remember» - 1998: «Frozen» - 1999: «Beautiful Stranger» | - 2000: «American Pie» - 2000: «Music» - 2000: «Don’t Tell Me» - 2002: «Die Another Day» - 2003: «American Life» - 2003: «Love Profusion» - 2005: «Hung Up» - 2006: «Sorry» - 2006: «Get Together» - 2006: «Jump» - 2008: «4 Minutes» - 2009: «Celebration» |

### Япония
Мадонна имеет различные достижения и рекорды в Японии. Она продала около 5,1 миллиона записей с 1989 года.[c]
| Название рекорда/достижения                                                   | Примечания |
| ----------------------------------------------------------------------------- | --- |
| Наибольшее количество наград «Артист года» на Japan Gold Disc Award           | У неё пять наград, больше любого зарубежного исполнителя. Более того, у неё больше этих наград, чем у любого японского музыканта, а также она была первым, кто выиграл два года подряд |
| Наибольшее количество альбомов в «первой десятке» для зарубежного исполнителя | У неё 23 таких альбома, причём сборник The Complete Studio Albums (1983—2008) стал её 22-м                                                                                             |

#### Альбомы № 1 в Японии
В Японии она стала единственным зарубежным исполнителем с двумя альбомами в списке самых продаваемых альбомов 1980-х годов, с Like a Virgin (#33) и True Blue (#36). С релизами The Complete Studio Albums (1983—2008) и MDNA она стала первой зарубежной женщиной-исполнительницей в истории японского чарта с двумя альбомами в первой десятке одновременно, а также первым зарубежным артистом, достигшим данного успеха спустя 20 лет после Брюса Спрингстина, у которого было два альбома в ТОП-10 в 1992 с Human Touch и Lucky Town.
| \| - 1989: Like a Prayer[289] - 1990: I’m Breathless[290] - 2008: Hard Candy[291] - 2015: Rebel Heart[292] \| |
| - 1989: Like a Prayer - 1990: I’m Breathless - 2008: Hard Candy - 2015: Rebel Heart                           |

#### Синглы № 1 в Японии
У неё четыре сингла номер один в Японии в течение двух десятилетий: 1980-е и 1990-е годы. Также у неё три сингла номер два: «Material Girl», «Erotica» и «Rain».
| \| - 1984: «Like a Virgin» - 1985: «Into the Groove» - 1989: «Like a Prayer» - 1990: «Vogue» \| |
| - 1984: «Like a Virgin» - 1985: «Into the Groove» - 1989: «Like a Prayer» - 1990: «Vogue»       |

### Германия
Мадонна имеет различные достижения в Германии. Она продала около 12,4 миллиона записей в этой стране[c]. В 2017 году была названа самым успешным исполнителем синглов за 40-летнюю историю германского синглового чарта GfK Media Control Charts.

#### Альбомы № 1 Германии
Один её альбом находится в ТОП-40 самых продаваемых альбомов в истории Германии — это Ray of Light с 1,5 млн копий. Также она зарубежный артист с наибольшим количеством альбомов номер один в истории немецкого чарта, деля третье место с Гербертом Грёнемайером в общем списке, уступив только Peter Maffay и Джеймсу Ласту с 16 и 13 чарт-топперами, соответственно. У неё первые места в альбомном чарте на протяжении четырёх десятилетий: 1980-е, 1990-е, 2000-е и 2010-е годы.
| \| - 1984: Like a Virgin - 1986: True Blue - 1987: Who’s That Girl - 1989: Like a Prayer - 1990: I’m Breathless - 1998: Ray of Light \| - 2000: Music - 2003: American Life - 2005: Confessions on a Dance Floor - 2008: Hard Candy - 2009: Celebration - 2015: Rebel Heart \| | |
| - 1984: Like a Virgin - 1986: True Blue - 1987: Who’s That Girl - 1989: Like a Prayer - 1990: I’m Breathless - 1998: Ray of Light | - 2000: Music - 2003: American Life - 2005: Confessions on a Dance Floor - 2008: Hard Candy - 2009: Celebration - 2015: Rebel Heart |

Источник: Media Control Charts

#### Синглы № 1 в Германии
У Мадонны четыре сингла номер один в Германии, но пятьдесят восемь ТОП-40, тридцать семь ТОП-20, двадцать пять и девятнадцать ТОП-10 и ТОП-5 синглов, соответственно.
| \| - 1987: «La Isla Bonita» - 2000: «American Pie» - 2005: «Hung Up» - 2008: «4 Minutes» \| |
| - 1987: «La Isla Bonita» - 2000: «American Pie» - 2005: «Hung Up» - 2008: «4 Minutes»       |

### Испания
Мадонна продала около 2,815 млн записей в Испании.[c]

#### Альбомы № 1 в Испании
У неё десять альбомов № 1 в Испании в каждом из четырёх десятилетий: 1980-е, 1990-е, 2000-е и 2010-е годы. Кроме того, у неё двадцать ТОП-5 альбомов и абсолютно все её альбомы всегда входили ТОП-20 в Испании.
| \| - 1984: Like a Virgin - 1986: True Blue - 1989: Like a Prayer - 1998: Ray of Light - 2000: Music \| - 2005: Confessions on a Dance Floor - 2007: Confessions Tour - 2008: Hard Candy - 2012: MDNA - 2015: Rebel Heart \| | |
| - 1984: Like a Virgin - 1986: True Blue - 1989: Like a Prayer - 1998: Ray of Light - 2000: Music | - 2005: Confessions on a Dance Floor - 2007: Confessions Tour - 2008: Hard Candy - 2012: MDNA - 2015: Rebel Heart |

#### Синглы № 1 в Испании
У неё двадцать два сингла номер один, а также синглы номер два: «Angel», «The Power of Good-Bye», «Don’t Tell Me», «American Life» и «Give Me All Your Luvin».
| \| - 1985: «Into the Groove» - 1989: «Like a Prayer» - 1990: «Vogue» - 1995: «Don’t Cry for Me Argentina» - 1998: «Frozen» - 1998: «Ray of Light» - 1998: «Drowned World/Substitute for Love» - 1999: «Nothing Really Matters» - 2000: «American Pie» - 2000: «Music» - 2001: «What It Feels Like for a Girl» \| - 2002: «Die Another Day» - 2003: «Me Against the Music» - 2003: «Nothing Fails» - 2003: «Love Profusion» - 2005: «Hung Up» - 2006: «Sorry» - 2006: «Get Together» - 2008: «4 Minutes» - 2008: «Give It 2 Me» - 2008: «Miles Away» - 2009: «Revolver» \| | |
| - 1985: «Into the Groove» - 1989: «Like a Prayer» - 1990: «Vogue» - 1995: «Don’t Cry for Me Argentina» - 1998: «Frozen» - 1998: «Ray of Light» - 1998: «Drowned World/Substitute for Love» - 1999: «Nothing Really Matters» - 2000: «American Pie» - 2000: «Music» - 2001: «What It Feels Like for a Girl» | - 2002: «Die Another Day» - 2003: «Me Against the Music» - 2003: «Nothing Fails» - 2003: «Love Profusion» - 2005: «Hung Up» - 2006: «Sorry» - 2006: «Get Together» - 2008: «4 Minutes» - 2008: «Give It 2 Me» - 2008: «Miles Away» - 2009: «Revolver» |

### Австрия
Мадонна имеет различные достижения в Австрии. Она продала примерно 595 000 записей в этой стране с 1990 года.[c]
| Название рекорда/достижения                       | Примечания |
| ------------------------------------------------- | --- |
| Наибольшая аудитория, когда-либо на шоу в Австрии | С её Sticky & Sweet Tour в 2009 году она установила рекорд для самой большой аудитории в истории в Цюрихе, Швейцария, с 72 000 человек |

#### Альбомы № 1 в Австрии
Она имеет десять топ-альбомов в Австрии на протяжении четырёх десятилетий: 1980-е, 1990-е, 2000-е и 2010-е годы.
| \| - 1986: True Blue - 1989: Like a Prayer - 1995: Something to Remember - 1996: Evita - 2000: Music \| - 2002: GHV2 - 2003: American Life - 2005: Confessions on a Dance Floor - 2008: Hard Candy - 2015: Rebel Heart \| | |
| - 1986: True Blue - 1989: Like a Prayer - 1995: Something to Remember - 1996: Evita - 2000: Music | - 2002: GHV2 - 2003: American Life - 2005: Confessions on a Dance Floor - 2008: Hard Candy - 2015: Rebel Heart |

#### Синглы № 1 в Австрии
Мадонна имеет всего лишь два сингла номер один в Австрии, но сорок восемь ТОП-40, тридцать семь ТОП-20, а также является обладательницей двадцати четырёх ТОП-10 и четырнадцати ТОП-5 синглов, охватывая период четырёх десятилетий: 1980-е, 1990-е, 2000-е и 2010-е годы. Её альбомы всегда входили в ТОП-20, все двадцать три релиза.
| \| - 1987: «La Isla Bonita» - 2005: «Hung Up» \| |
| - 1987: «La Isla Bonita» - 2005: «Hung Up»       |

### Ирландия

#### Альбомы № 1 в Ирландии
У неё пять альбомов № 1 в Ирландии. Альбом Confessions on a Dance Floor занял 9-е место в десятке Самых продаваемых альбомов в Ирландии за 2005 год.
| \| - 1989: Like a Prayer - 2000: Music[308] - 2008: Hard Candy[309] - 2009: Celebration[310] - 2012: MDNA[311] \| |
| - 1989: Like a Prayer - 2000: Music - 2008: Hard Candy - 2009: Celebration - 2012: MDNA                           |

#### Синглы № 1 в Ирландии
У Мадонны семь синглов № 1 в Ирландии. У неё также девять ТОП-2 синглов («Crazy for You», «Open Your Heart», «La Isla Bonita», «Who’s That Girl», «Cherish», «Causing a Commotion», «Vogue», «This Used to Be My Playground» and «Hung Up»).
| \| - 1984: «Borderline» - 1985: «Into the Groove» - 1986: «Papa Don’t Preach» - 1986: «True Blue» - 1989: «Like a Prayer» - 2003: «Me Against the Music» - 2008: «4 Minutes» \| |
| - 1984: «Borderline» - 1985: «Into the Groove» - 1986: «Papa Don’t Preach» - 1986: «True Blue» - 1989: «Like a Prayer» - 2003: «Me Against the Music» - 2008: «4 Minutes»       |

### Швейцария
У Мадонны есть определённые достижения в Швейцарии. Она продала около 1,080 млн записей в стране с 1989 года.[c]
| Название рекорда/достижения                                | Примечания                                               |
| ---------------------------------------------------------- | -------------------------------------------------------- |
| Самая большая аудитория на каком-либо концерте в Швейцарии | Её Sticky & Sweet Tour в 2008 году собрал 72 000 человек |

#### Альбомы № 1 в Швейцарии
Она имеет восемь первых мест альбомов в Швейцарии за период, охватывающий четыре десятилетия: 1980-е, 1990-е, 2000-е и 2010-е годы. Кроме того, она имеет двадцать два ТОП-10 альбома в стране.
| \| - 1986: True Blue - 1989: Like a Prayer - 1996: Evita - 1998: Ray of Light \| - 2003: American Life - 2005: Confessions on a Dance Floor - 2008: Hard Candy - 2015: Rebel Heart \| |                                                                                                   |
| - 1986: True Blue - 1989: Like a Prayer - 1996: Evita - 1998: Ray of Light | - 2003: American Life - 2005: Confessions on a Dance Floor - 2008: Hard Candy - 2015: Rebel Heart |

#### Синглы № 1 в Швейцарии
У Мадонны девять синглов номер один в Швейцарии. Также она имеет шестьдесят два ТОП-40, сорок семь ТОП-20, тридцать четыре ТОП-10 и двадцать три ТОП-5 синглов.
| \| - 1987: «La Isla Bonita» - 1989: «Like a Prayer» - 1989: «Express Yourself» - 1994: «Secret» - 2000: «American Pie» \| - 2000: «Music» - 2003: «American Life» - 2005: «Hung Up» - 2008: «4 Minutes» \| |                                                                               |
| - 1987: «La Isla Bonita» - 1989: «Like a Prayer» - 1989: «Express Yourself» - 1994: «Secret» - 2000: «American Pie»                                                                                        | - 2000: «Music» - 2003: «American Life» - 2005: «Hung Up» - 2008: «4 Minutes» |

### Бразилия
У Мадонны есть в стране различные рекорды. Она продала около 3,270 млн записей начиная с 1990 года[c].
| Название рекорда/Достижения                     | Примечания |
| ----------------------------------------------- | --- |
| Самый продаваемый зарубежный альбом для женщины | С альбомом True Blue, продавшимся тиражом 1 800 000 копий. Он остаётся вторым по продажам в стране позади Hey! Хулио Иглесиаса, что делает его самым продаваемым англоязычным альбомом в стране. Другие альбомы Мадонны в топе всех времён — The Immaculate Collection (1 000 000), Ray of Light (830 000) и Like a Prayer (760 000) |
| Самая продаваемая зарубежная исполнительница    | С продажами в 6 100 000 записей на март 2015 года. В общем списке зарубежных исполнителей она уступает только Хулио Иглесиасу, что делает её самым продаваемым англоязычным зарубежным исполнителем. |

У Мадонны 24 сингла номер один в Бразилии.
| \| - 1984: «Like A Virgin» - 1985: «Material Girl» - 1985: «Crazy For You» - 1985: «Into The Groove» - 1986: «Live To Tell» - 1986: «Papa Don’t Preach» - 1987: «Open Your Heart» - 1987: «La Isla Bonita» - 1987: «Who’s That Girl» - 1989: «Like a Prayer» - 1989: «Express Yourself» - 1990: «Vogue» - 1991: «Justify My Love» - 1992: «This Used To Be My Playground» - 1992: «Erotica» - 1994: «I’ll Remember» - 1994: «Secret» - 1995: «Take A Bow» - 1995: «You’ll See» - 1998: «Frozen» - 2000: «Music» - 2001: «Don’t Tell Me» - 2005: «Hung Up» - 2008: «4 Minutes» - 2008: «Give It 2 Me» \| |
| - 1984: «Like A Virgin» - 1985: «Material Girl» - 1985: «Crazy For You» - 1985: «Into The Groove» - 1986: «Live To Tell» - 1986: «Papa Don’t Preach» - 1987: «Open Your Heart» - 1987: «La Isla Bonita» - 1987: «Who’s That Girl» - 1989: «Like a Prayer» - 1989: «Express Yourself» - 1990: «Vogue» - 1991: «Justify My Love» - 1992: «This Used To Be My Playground» - 1992: «Erotica» - 1994: «I’ll Remember» - 1994: «Secret» - 1995: «Take A Bow» - 1995: «You’ll See» - 1998: «Frozen» - 2000: «Music» - 2001: «Don’t Tell Me» - 2005: «Hung Up» - 2008: «4 Minutes» - 2008: «Give It 2 Me»       |

### Швеция
У Мадонны есть рекорды в Швеции. Она продала в стране 1,070 миллиона записей с 1987 года.
| Название рекорда/Достижения               | Примечание                                                                          |
| ----------------------------------------- | ----------------------------------------------------------------------------------- |
| Самая прибыльная серия концертов в стране | Своим туром Sticky & Sweet Tour в 2009 году — его увидели 119 000 человек в стране. |

### Другие страны
«4 Minutes» входит в первую сотню самых продаваемых сертифицированных синглов Финляндии, заняв пятое место среди зарубежных исполнителей, но первое место среди зарубежных исполнительниц.
В 1980-е годы Мадонна заработала шесть платиновых альбомов в Гонконге, больше любого зарубежного артиста в том десятилетии.
Мадонна также установила рекорд для зарубежного альбома в Турции, когда её MDNA продался за считанные часы тиражом более 30 000 копий, опередив местные альбомы.
Также, MDNA стал самым продаваемым альбомом года в России, став 7 раз платиновым. Впервые в России самым продаваемым стал зарубежный альбом. Это достижение стало возможным благодаря раздаче диска через сервис Яндекс.Музыка.
Концерт тура Sticky & Sweet в Черногории собрал 70 000 зрителей, став самым большим мероприятием в истории маленькой адриатической республики.
По итогам российского национального хит-парада «Звуковая дорожка» мировой тур Мадонны «Sticky&Sweet» был признан «Лучшими гастролями года». Кроме Мадонны в данной номинации были также представлены: Бритни Спирс, Элтон Джон, Massive Attack, A-Ha.
В 2012 году с The MDNA Tour был побит рекорд по скорости (менее часа) продажи 22 000 билетов на концерт в Abu Dhabi.

## Другие рекорды, касающиеся Мадонны
У Мадонны есть и другие рекорды, на прямую не касающиеся её деятельности, но которые занесены в Книгу рекордов Гиннеса. В ней даже писали так: «Вероятно, вы не сможете бегать так же быстро, как Майкл Джонсон, или продать так же много записей, как Мадонна».
| Название рекорда                                                   | Примечания |
| ------------------------------------------------------------------ | --- |
| Самая большая стоимость за принадлежащий Мадонне элемент гардероба | Это 12 100 £ (19 360 $), за корсет от Жан-Поля Готье, проданный на аукционе Christie’s в Лондоне в 1994 году — по данным издания 1998 года Книги рекордов Гиннеса |
| Самое большое скопление людей, одетых как Мадонна                  | 440 человек оделись как Мадонна 30 августа 2014 для посещения ежегодной Fool’s Paradise Drag-вечеринки в Нью-Йорке                                                |

## Комментарии
- ↑  Изначальная стоимость
- ↑  Только сертифицированные продажи. Не реальные продажи
- ↑  Сертифицированных продаж в апреле 2015